# Liste der Kletterbegriffe
Diese Liste der Kletterbegriffe enthält alphabetisch geordnet Begriffe aus allen Bereichen des Kletterns. Nicht darin enthalten sind die Namen von Routen, Bergen, Wänden, Klettergebieten, sowie Hersteller und Ausrüster, die für den Klettersportbereich tätig sind. Die Namen von Kletterern und Bergsteigern sind in den Listen bekannter Sportkletter und berühmter Bergsteiger zu finden.
Bei nur noch historisch bedeutsamen Begriffen ist die Erklärung mit Historisch eingeleitet.

## 0–9
- 3-Bein-Logik: Von Walter Britschgi formulierte Grundsätze der Partnersicherung, um Kletterunfälle zu vermeiden.
- 3-D-Karabiner: Verwrungen geformter Karabiner der Marke Stubai, der durch seine spezielle Form spezifische Vorteile beim Sichern bietet.

## A
- A(0/1/2/3/4/5): Schwierigkeitsgrad für technisches Klettern (A steht für französisch artificiel).
- A0: Freiklettern mit vereinzeltem Benutzen von Zwischensicherungen als Haltepunkt oder Tritt.
- Abalakow: Fixpunkt im Eis durch eine mit Eisschrauben gebohrte und mit einer Reepschnur versehenen Sanduhr.
- Ab! Seilkommando für: „Lass mich am Seil hängend zum Boden ab!“, (Synonym: „Runter!“).
- Abbauen: Im Seil hängendes Entfernen des mitgebrachten Materials aus einer Route.
- Abbinden: Mit einem Knoten fixieren; bspw. wenn die Öse eines Hakens zu weit von der Felswand weg ist, entsteht eine ungünstige Hebelwirkung, die durch eine am Schaft felsnah angebrachte Reepschnur minimiert wird.
- Ablassen: Einen im Seil hängenden Kletterer zum Boden oder zu einem Standplatz herunterlassen.
- Abseilachter: Gerät zum Abseilen in Form einer Acht, wird auch zum Sichern anderer Kletterer benutzt.
- Abseilen: Sich selbst am Seil mit einem Abseilgerät hinunterrutschen lassen.
- Abseilgerät: Gerät zum Abseilen.
- Abseilpiste: Mit soliden Fixpunkten versehene Strecke zum Abseilen in einer höheren Felswand.
- Abspecken: Durch Schweiß und mechanische Belastung verursachte glattere Felsoberfläche, die das Greifen und Treten erschwert.
- Absprunggelände: Das Gelände unter einem Boulder.
- Abstieg: Die Strecke vom Ende einer Route zum Ausgangspunkt zurück.
- Absturzsicherung: Sicherungsmaßnahmen gegen Absturz.
- Achter: Kurzform für:
  1. Abseilachter;
  2. Achterknoten.
- Achterband: Band zur Verbindung von Brust- und Sitzgurt.
- Achterknoten: Standardknoten zum Anseilen.
- a. f.: Abkürzung für „alles frei“. Freies Klettern mit erlaubtem Ruhen an Zwischensicherungen.
- Affenfaust: Knoten in einem Stück Seil, der als Zwischensicherung in einen Riss geklemmt wird. Vor allem im Klettergebiet Sächsische Schweiz gebräuchlich.
- Affenindex: Synonym Ape-Index. Bezeichnung für eine Zahl, die sich aus Armspannweite und Körperhöhe berechnet.
- After Work Auch Work-Out: Form des Kletterwettkampfes, bei der der Kletterer eine gewisse Zeit bekommt, um die Wettkampfroute einzuüben.
- After Work Route: Wettkampfroute in einem After-Work-Wettkampf.
- Ägypter: Bezeichnung für eine bestimmte klettertechnische Beinposition mit einem nach innen unten gedrehten Knie, die optisch an gehende Ägypter auf historischen Gemälden erinnert (Synonyme: Dropknee, Lolotte, Igor).
- Aliens: Bestimmte Klemmgeräte.
- Alles Frei: Synonym für a. f. Freies Klettern mit erlaubtem Ruhen an Zwischensicherungen.
- All Free: englisches Synonym für a. f. Freies Klettern mit erlaubtem Ruhen an Zwischensicherungen.
- Allroundsteigeisen: Gezackter Schuhuntersatz aus Metall zur Fortbewegung im Eis jeglicher Art und Steilheit.
- Alpines Sportklettern: Übertragung des Sportklettergedankens auf alpine Mehrseillängenrouten.
- Alpinstil: Sportlich hochwertiger Begehungsstil beim Höhenbergsteigen.
- Alumnahead: Klemmkeilartiges kleines Aluminiumplättchen mit einer eingearbeiteten Drahtschlinge für das technische Klettern. Der Drahtkabelring wird mit dem Hammer in Felsstrukturen geschlagen.
- Anerkannter Kletterstil: Von der Klettergemeinschaft anerkannter Begehungsstil. Heute sind dies on Sight/on-sight/onsight, flash und Rotpunkt.
- Ankerstich: Bestimmter Kletterknoten.
- Anseilen: Herstellen einer kraftschlüssigen Verbindung zwischen Kletterer und Seil.
- Anseilgurt: Klettergurt.
- Anseilknoten: Knoten, die besonders zum Anseilen geeignet sind.
- Anseilschlaufe: Bestandteil des Klettergurtes, der Hüft- und Beinschlaufen verbindet. Schlaufe, an der angeseilt, ein Sicherungsgerät befestigt oder eine Selbstsicherungsschlinge angebracht wird.
- Antreten: Das Platzieren und Belasten des Fußes auf einem Tritt.
- Antzbremse: Spezielles halbautomatisches Sicherungsgerät und auch eines der ersten; benannt nach seinem Erfinder.
- Ape Index: Synonym: Affenindex. Bezeichnung für eine Zahl, die sich aus Armspannweite und Körperhöhe berechnet.
- Aper: schneefrei (Schneefreiheit von Fels- und Eiswänden sowie von Gletschern).
- Artificiel: franz. für künstlich; Synonym für technischer Kletterei.
- Artif Klettern: ungebräuchlicheres Synonym für technisches Klettern (französisch: artificiel = „künstlich“). Form des Kletterns, bei der technische Hilfsmittel wie Haken nicht nur zur Sicherung, sondern auch zur Fortbewegung verwendet werden (Synonym: Künstliches Klettern)
- ATC: Der Markenname der vom Hersteller Black Diamond vertriebenen Tubes

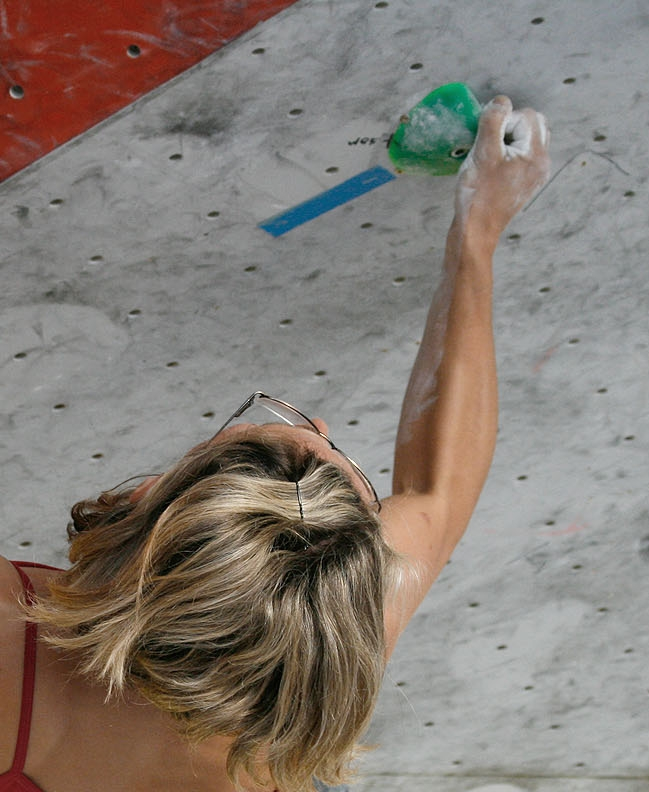
Aufgestellte Finger, hier mit Zusatzdruck durch den Daumen

- Aufgestellte Finger, aufgestelltes Halten: Fingerstellung beim Halten von Griffen mit relativ stark gebeugten Fingern und einer geschlossenen Handstellung, bei der der Daumen durch Druck den Zeigefinger unterstützen kann. Diese Haltung erleichtert das Halten kleiner Leisten, beansprucht aber die Fingergelenke sehr stark.
- Aufleger: Runder, abschüssiger, meist größerer Griff (Synonym: Sloper).
- Ausbouldern: Herausfinden der Bewegungsfolgen einer Kletterroute (Synonym zu Auschecken)
- Auschecken: Herausfinden der Bewegungsfolgen einer Kletterroute (Synonym zu Ausbouldern).
- Ausgesetztheit: Exponiertheit einer Route, die im Falle eines ungesicherten Sturzes eine große Fallhöhe zur Folge haben könnte
- Ausgleichsverankerung: Die Verbindung von zwei oder mehr Fixpunkten durch eine Schlinge, an der dann Selbst- und Fremdsicherung am zentralen Karabiner eingehängt werden. Dies ermöglicht bei Standplätzen eine gleichmäßige Verteilung der Belastung der Fixpunkte (Synonym: Kräftedreieck).
- Ausklettern: Leichtes Klettern am Schluss eines Klettertrainings mit dem Ziel, die Erholung positiv zu beeinflussen.
- Ausseilen: Das Ausbinden eines Kletterers oder Bergsteigers aus dem Seil.
- Ausstieg: Der Übergang vom Fels zu anderem Gelände am Ende einer Kletterroute.
- A Vue: Französisches Synonym für On Sight.

## B
- Backstep: Seitlich eingedrehte Körperposition mit einem rückseitig stehenden Fuß und angewinkeltem Bein.
- Ball-Lock: Spezieller Safebinerverschluss des Herstellers Petzl.
- Band: Ebener, horizontaler Absatz in einer Fels- oder Kunstwand.
- Bandmaterial: Gurt oder Schlauchband mit hoher Zugfestigkeit aus Nylon oder Dyneema zum Nähen oder Binden von Bandschlingen.
- Bandschlinge: Schlinge aus Bandmaterial mit hoher Haltekraft.
- Base Camp: Englisch für Basislager. Ausgangs- und Übernachtungspunkt für größere einsame Klettertouren.
- Baseclimb: Kurze Sportkletterroute am Anfang einer hohen Felswand.
- Bashies: (englisch) Bezeichnet alle Drahtkabel mit angebrachtem weichen Metallkopf zum Einschlagen in den Fels, um beim technischen Klettern die Fortbewegung zu ermöglichen (zum Beispiel Copperheads). Das eher ungebräuchliche deutsche Synonym heißt hämmerbare Hardware.
- Basislager: Ausgangs- und Übernachtungspunkt für größere einsame Klettertouren.
- Bauchgurtöse: Teil des Sitzgurtes, der die Hüftschlaufe mit der Anseilschlaufe verbindet.
- Begehung: Durchsteigung einer Kletterroute mit anerkanntem Begehungsstil.
- Begehungsstil: Art und Weise, mit der eine Kletterroute begangen wird.
- Beinschlaufe: Schlaufen um die Beine als hauptsächlich energieabsorbierender Bestandteil des Sitzgurtes.
- Beinschlaufensteg: Teil des Sitzgurtes, der die Beinschlaufen mit der Anseilschlaufe verbindet.
- BelayMaster: Spezieller Schraubkarabiner (HMS) des Herstellers DMM, bei dem eine zusätzliche Kunststoffklappe das Aufschrauben oder Verdrehen des Karabiners verhindern soll.
- Bergrettungsknoten: Knoten zum Fixieren eines Verunfallten.
- Bergschrund: Spalten zwischen einem Gletscher und den umliegenden steileren Eiswänden.
- Beta: Vorinformationen über eine Kletterroute / Bewegungsablauf (Griff Tritt-Kombi und Technik) zum Lösen einzelner Boulder-Stellen oder der gesamten Route.
- Betaflash: Flash-Begehung einer Route mit Vorinformationen.
- Bicycle: Ein Fuß zieht und der andere drückt an einem Tritt, um Klemmwirkung zu erzielen.
- Bierhenkel: Wie Henkel. Bezeichnung für einen großen, guten Griff für alle Finger.
- Bigwall: Hohe Felswand mit vielen Seillängen, die üblicherweise in technischer Kletterei begangen wird.
- Bigwall Technik: Begehungsstil für Bigwalls, bei dem der Seilzweite nicht nachklettert, sondern mit Steigklemmen am fixierten Seil hochsteigt (siehe auch Jümaren).
- Blankeis: Eis ohne Schnee in Eiswänden.
- Bleau Ausstieg: Runder griffloser Ausstieg in Anlehnung an die typischen Ausstiege im Bouldergebiet Fontainebleau (Frankreich).
- Bleausard: Boulderer aus dem Gebiet Fontainebleau (Frankreich).
- Bloc:
  1. Französisches Synonym für Boulder und Boulderblock.
  2. Seilkommando für: „Spann’ das Seil, ich möchte reinsitzen/reinfallen!“ (Synonyme: „Zu!“, „Dicht!“, „Block!“, „Zieh an!“).
- Block! Seilkommando für: „Spann’ das Seil, ich möchte reinsitzen/reinfallen!“ (Synonyme: „Zu!“, „Dicht!“, „Bloc!“, „Block!“, „Zieh an!“).
- Blockierarm: Bezeichnung für den durch das Halten eines Griffes belasteten Arm (Synonym: Haltearm).
- Blockieren:
  1. Einen Griff während des Weitergreifens mit angewinkeltem Arm halten.
  2. Den Seildurchlauf im Sicherungsgerät stoppen.
- Blockierhand: Bezeichnung für die durch das Halten eines Griffes belastete Hand (Synonym: Haltehand).
- Blumenkohleis: Eis an gefrorenen Wasserfällen mit Lufteinschlüssen und knolliger (blumenkohlartiger) Struktur.
- Board: Balken oder Brett aus Holz oder Kunststoff mit verschiedenen Griffen für das Training von Sportkletterern (Synonyme: Griffbalken, Kletterbalken, Griffbrett, Trainingsboard, Griffboard).
- Bodensturz: Risikoreicher Sturz beim Seilklettern, bei dem der Kletterer nicht rechtzeitig durch die Sicherungskette gefangen wird.[1]
- Bohren: Kurz für Einbohren: Ausstatten einer Kletterroute mit Bohrhaken zur Sicherung.
- Bohrhaken: Fixpunkt zum Einhängen eines Karabiners, der in einem gebohrten Loch verdübelt oder eingeklebt ist.
- Bolt: Englisches Synonym für Bohrhaken.
- Boulder: Kletterroute im Bouldern, zum Begehen ohne Sicherungsseil in Absprunghöhe. Im englischen auch Synonym für Boulderblock.
- Boulderblock: Wenige Meter hoher Felsblock, der sich zum Bouldern eignet.
- Bouldermatte: Absprungmatte zum Bouldern (Synonym: Crashpad).
- Bouldern:  Seilfreies Klettern in Absprunghöhe

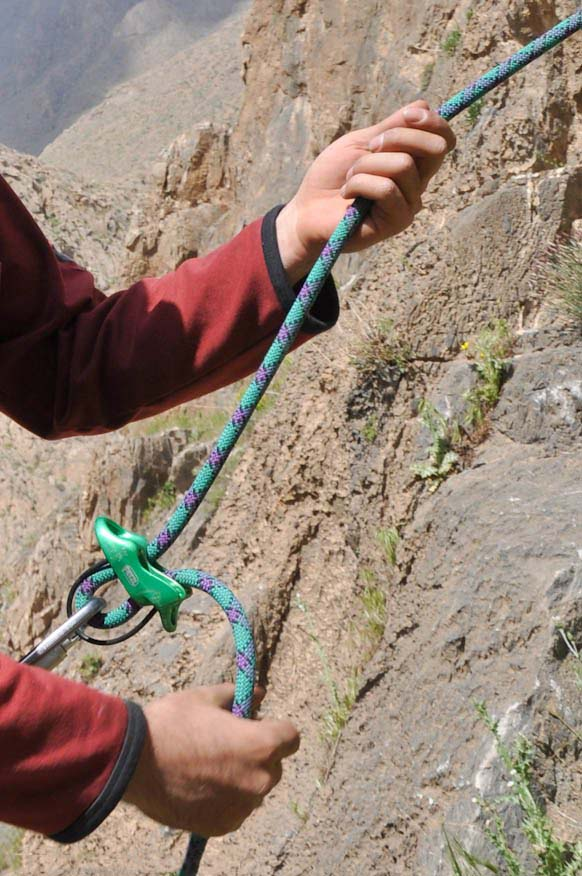
Die untere Hand (Bremshand) hält das Seil hinter dem Sicherungsgerät (Bremsseil)

- Bremshand: Diejenige Hand des Sichernden, die das Bremsseil umfasst und handhabt.
- Bremshandprinzip: Fordert, dass bei der Handhabung eines jeden Sicherungsgeräts, sei es manuell oder ein Halbautomat, jederzeit mindestens eine Hand das Bremsseil umfasst.
- Bremsseil: Derjenige Abschnitt des Seils, der vom Sicherungsgerät in Richtung des Sichernden läuft und an dem ein Sturz des Kletterers abgebremst wird.
- Brustgurt: Form des Klettergurts, die nur aus einer Schlaufe um die Brust besteht.
- Bühler, Bühlerhaken: Von Oskar Bühler entwickelter, hauptsächlich im Klettergebiet Frankenjura gebrauchter Bohrhaken aus Edelstahl, der einzementiert wird.
- Buildering: Klettern und Bouldern an Gebäuden.
- Bulin, Bulinknoten: Knoten (Synonym: Palstek), der beim Klettern nur noch in der doppelten oder anderthalbfachen Form als Anseilknoten verwendet wird. Die einfache Form wird aus Sicherheitsgründen nicht mehr angewendet.
- Bulin 1.5, anderthalbfacher Bulin (engl.: Yosemite bowline): Ein aus dem linken Palstek (Bulin) entstandener Knoten, der durch Zurückstecken des losen Endes die Nachteile des einfachen Bulins vermeidet und so zum Anseilen geeignet ist.
- By fair means: Fair den Regeln entsprechend, ohne künstliche Hilfsmittel. Teilnehmer einer Bergexpedition verzichten deshalb auf Lastenträger, Fixseile und zusätzlichen Sauerstoff.

## C
- Cam: Abkürzung von camming device, das die englische Übersetzung für Klemmgerät ist, zugleich auch die Kurzform des Produktnamens eines speziellen zweiachsigen Klemmgerätes des Unternehmens Black Diamond (Camalot).
- Camalot: der Produktname eines speziellen zweiachsigen Klemmgerätes des Unternehmens Black Diamond
- Campus Board: Von Wolfgang Güllich eingeführtes Trainingsgerät für Sportkletterer. Überhängend montiertes, 1-4 Meter hohes Hangelbrett mit längeren horizontalen Griffleisten.
- Chalk (englisch für „Kreide“): Kletterjargon für Magnesia.
- Chalkbag (englisch für „Kreidebeutel“): Beutel zur Aufbewahrung und zum Transport von Chalk.
- Chalkball: Ein dünner, durchlässiger Stoffball, der mit Magnesia gefüllt ist und als weniger Staub entwickelnde und sparsamere Alternative zum offenen Magnesia in den Chalkbag gelegt wird.
- Chalken: Das Trocknen der Hände mit Magnesia.
- Cheater Stick: Teleskopartiges Gerät, das dazu dient, ein Expressset mit eingehängtem Seil in einen höher gelegenen, nicht von Hand erreichbaren Bohrhaken einzuhängen (gebräuchlicheres Synonym: Clip Stick).
- Chippen: Das Schlagen oder Bohren von Griffen an natürlichen Felsen.
- Cinch: Spezielles halbautomatisches Sicherungsgerät des Herstellers TRANGO.
- Circlehead: Klemmkeilartiger kleiner Drahtkabelring mit  Kupferverstärkung und einer eingearbeiteten Drahtschlinge für das technische Klettern. Der Drahtkabelring wird mit dem Hammer in Felsstrukturen geschlagen.
- Clean Climbing (engl. für „Sauberes Klettern“): Nur mit Klemmkeilen, Knotenschlingen und Aktiven Klemmgeräten abgesichertes Klettern, wobei diese Geräte nach Begehen der Route wieder abgebaut werden.
- Cleanen: Das Einsammeln der Zwischensicherungen durch den Nachsteiger beim technischen Klettern.
- Click-Up: Spezielles Sicherungsgerät des Herstellers Climbing Technology, das bei Sturzzug und gleichzeitig minimaler Bremshandkraft blockiert, jedoch kein halbautomatisches Sicherungsgerät ist.
- Cliffhanger, Cliff: Gerät, das beim technischen Klettern wie ein Enterhaken an Felsstrukturen eingehängt wird und als Fixpunkt dient (Synonyme Skyhook und Hook).
- Clip-Drop-Methode (engl. clip-drop technique): eine Übungsform im Rahmen eines methodischen Sturztrainings zum gezielten Abbau der Angst vor dem Fallen bzw. Stürzen ins Seil beim Vorstieg.
- Clippen: Einhängen des Seils in den Karabiner eines Expresssets.
- Clipstick: Teleskopartiges Gerät, das dazu dient, ein Expressset mit eingehängtem Seil in einen höher gelegenen, nicht von Hand erreichbaren Bohrhaken einzuhängen (Synonym: Cheater Stick).
- Copperhead: Klemmkeilartiges kleines Plättchen oder Kügelchen aus Kupfer mit einer eingearbeiteten Drahtschlinge für das technische Klettern. Die Kupferteile werden mit dem Hammer in Felsstrukturen geschlagen.
- Crashpad: Tragbare Matte zum weichen Landen für das Bouldern (Synonym: Bouldermatte).
- Crux: Auch Schlüsselstelle, schwerste Einzelstelle einer Kletterroute.

## D

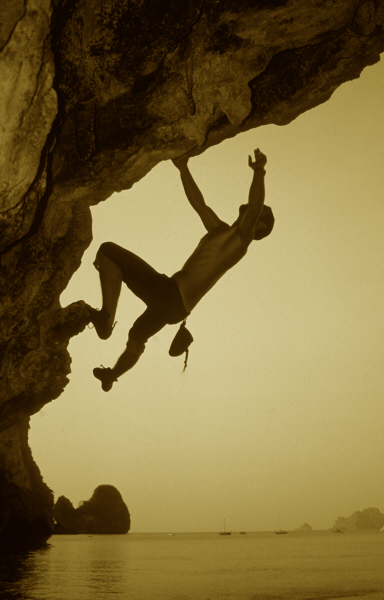
Deep Water Soloing

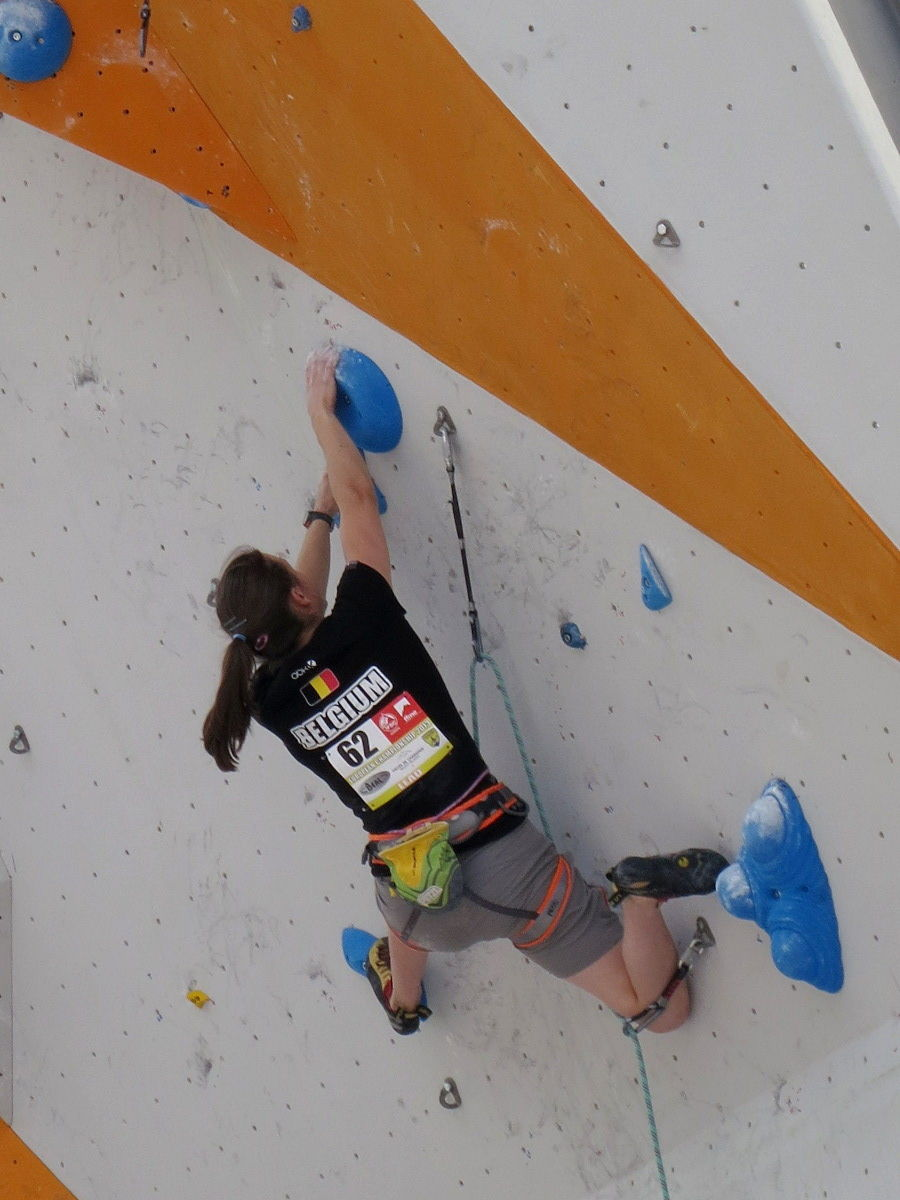
Dropknee

- Dach: Waagrecht oder nahezu waagrecht ausladender Überhang.
- Danger Stamping: Spezielle Rückfädelmarkierung an Klettergurten.
- Deadpoint: Dynamisches Weitergreifen im toten Punkt, bei dem nach einer Ausholbewegung für einen kurzen Moment die Schwerkraft nicht spürbar ist.
- Deep Water Soloing: Free-Solo-Klettern über tiefem Wasser.
- Difficulty: Wettkampfdisziplin mit On-Sight-Klettern (Synonyme: Lead, Schwierigkeitsklettern).
- Direttissima: Geradliniger Anstieg.
- Doppelseil: Seil, das im Doppelstrang verwendet wird und dabei versetzt in die Zwischensicherungen eingehängt wird.
- Doppelter Bulin: Synonym für den doppelten Palstek (engl.: bowline-on-a-bight), ein verwendeter Anseilknoten.
- Double-Dyno, Double: Mit beiden Händen gleichzeitiges, schnelles Weitergreifen beziehungsweise Anspringen eines Griffes.
- Drahtkabelkeil: Kleiner Klemmkeil mit direkt im Klemmkeilkopf eingearbeiteter Drahtkabelschlinge.
- Drahtschnapper: Karabinerschnapper aus Draht (Synonym: Wire Gate).
- Drei-Bein-Logik: s. 3-Bein-Logik
- Drei-Punkt-Regel: Konzept der Steigtechnik im Klettersport, das in der Forderung besteht, zu jedem Zeitpunkt mit drei Gliedmaßen Kontakt zum Fels zu halten.
- Dreierseilschaft: Drei Personen, die zusammen als Seilschaft klettern.
- Dropknee: Bezeichnung für eine bestimmte klettertechnische Beinposition mit einem nach innen unten gedrehten Knie, die optisch an gehende Ägypter auf historischen Gemälden erinnert (Synonyme: Igor, Lolotte, Ägypter).
- Drop-Seat-Schnalle: Schnalle zum Aufhängen der elastischen hinteren Haltebänder der Beinschlaufe von Sitzgurten.
- Drytooling: Klettern mit Eispickel und Steigeisen an Fels- und Kunstwänden ohne Eis
- Duell, Duellklettern: Bezeichnung für eine alternative Wettkampfdisziplin, die On Sight (Schwierigkeitsklettern) und Speed vereint.
- Duodess-Seil: Kletterseil mit zwei unterschiedlich gemusterten Seilhälften.
- Dülfern/Dülfertechnik: Klettern in trittlosen Passagen mit Seitgriffen (oft in Form einer Risskante) mittels Gegendrucktechnik (Synonym: Piazen).
- Dülfersitz: Historische Abseiltechnik.
- Dummy Runner: In Mehrseillängenrouten kurz oberhalb des Standplatzes gelegte Zwischensicherung, die verhindern soll, dass der Vorsteiger direkt in den Standplatz stürzt.
- Dynamo, Dyno: Klettertechnik, bei der ein Griff durch Anspringen oder durch schnelles Greifen aus einer instabilen Körperposition heraus erreicht wird.

## E
- Eddy: Spezielles halbautomatisches Sicherungsgerät des Unternehmens Edelrid.
- Einbinden, auch Anseilen: Herstellen einer kraftschlüssigen Verbindung zwischen Seil und Kletterer.
- Einbohren: Präparieren einer (Neu)route mit Bohrhaken.
- Eindrehtechnik, Eindrehen: Klettertechnik, bei der sich der Kletterer seitlich zum Fels dreht (Alternative: Frontaltechnik).
- Einfachseil: Kletterseil, das zum Sichern im Einzelstrang verwendet werden darf.
- Einfädeln: bei fehlerhafter Seilführung am Körper des Kletterers im Sturzfall wirkender verletzungsträchtiger Vorgang, bei dem der Kletterer mit einem Bein oberhalb einer Zwischensicherung zwischen Seil und Wand stehend beim Sturz mit der Kniekehle im Seil hängenbleibt (einfädelt; bewirkt bei durchlaufendem Seil möglicherweise schwere Brandverletzungen in der Kniekehle) sowie mit dem Oberkörper nach hinten überschlägt (mit Gefahr des Kopfanschlagens an der Wand).
- Einhängen: Das Seil in einen Karabinerhaken einhängen (Synonyme: Clippen, Klippen, Klinken).
- Einrichten: Präparieren einer (Neu)route mit Zwischensicherungen.
- Einstieg: Beginn einer Kletterroute.
- Einziehen: Das Seil zum gesicherten Kletterer straffen, damit er gut gesichert klettern kann.
- Eisgerät: Spezielle Eispickel für steiles Eis.
- Eisenweg: Historisches Synonym für Klettersteig (italienisch: via ferrata). Route durch eine natürliche Felswand, die mit technischen Installationen (Stahlleitern, Drahtseile, Eisenbügel &c.) zur Sicherung und Fortbewegung versehen ist, die einen Durchstieg auch für sportliche Nichtkletterer ermöglichen.
- Eisklettern: Klettern im Eis.
- Enchaînement: (aus dem Französischen, zu dt. Verknüpfung, Verkettung, Vernetzung) Begehen mehrerer (schwieriger) Routen nacheinander, in der heutigen Zeit vor allem an weiter auseinanderliegenden Bergen, die mit Hilfe technischer Transportmittel (zum Beispiel Hubschrauber) verbunden werden.
- Ernsthaftigkeit: Bewertung der Gefährlichkeit einer Route.
- Erschließer: Person, die eine Wand oder Route das erste Mal mit Haken versieht.
- Erstbegehung: Erste Durchsteigung einer Kletterroute in einem anerkannten Begehungsstil.
- Exe, Express: Kurzform für Expressset.
- Expansionsbohrhaken: Bestimmte Bohrhakenkategorie, bei der der Haken mit einem expansiven Klemmechanismus in seinem Bohrloch fixiert wird.
- Expeditionsstil: Sportlich weniger wertvoller Begehungsstil von hohen Bergen und Wänden, bei dem Fixseile und Hochlager verwendet werden dürfen.
- Expressschlinge: Die Schlinge, die die Karabiner eines Expresssets verbindet. Wird auch synonym zu Expressset verwendet.
- Expressset: Zwei durch eine kurze Bandschlinge verbundene Karabiner, die zum Einhängen des Seils an Zwischensicherungen verwendet werden (Synonyme: Exe, Exxe, Express, Runner, Pärchen).
- Extension: Verlängerung einer bestehenden Kletterroute zu einem zweiten, höherliegendem Umlenker.
- Extensives Intervallklettern: Bestimmte Art von Intervallklettern, bei der besonders viele, subjektiv eher leichte Routen nur mit einer minimal kurzen Pause dazwischen hintereinander geklettert werden.
- Extremsteigeisen: Gezackter Schuhuntersatz aus Metall zur Fortbewegung in steilem und sehr steilem Eis.

## F
- Falltest: eine in mehrere Stufen gegliederte, im Toprope ausgeführte Vorübung zum Sturz- und Sicherungstraining; wird im Rahmen der Kletterausbildung während der Topropeausbildung durchgeführt und zu Beginn der Vorstiegsausbildung wiederholt.
- Fangstoß: Kraft, die beim Sturz auf den Kletterer und die Sicherungskette wirkt.
- Fb: Steht für Fontainebleauskala und markiert einen Schwierigkeitsgrad für die Bewertung von Boulderproblemen  (Beispiel: Fb 7b).
- Felshaken: Zwischensicherung mit Korpus (Schaft) und Öse (Synonym: Haken).
- Fifihaken: Kleiner offener Haken zum Einhängen der Trittleiter in Fixpunkte beim technischen Klettern.
- Figure of Four: Kletterposition beim Klettern, bei der der Kletterer ein Bein über einen Arm hängt, um einen fehlenden Tritt zu kompensieren.
- Fingerloch: Griff, in den nur 1–2 Finger passen.
- Fingerlock: Einen Finger durch Anwinkeln in einer Spalte spreizen.
- Firnanker: Ankerförmiger Fixpunkt für Schneegelände.
- Fixer Haken: Felshaken, der überdauernd im Fels verankert ist.
- Fixieren: Einen Griff unter Belastung festhalten.
- Fixpunkt: Zuverlässiger Befestigungspunkt zur Sicherung beim Klettern oder Bergsteigen.
- Fixpunktsicherung: Partnersicherung über ein Sicherungsgerät, das direkt an einem Fixpunkt angehängt ist; im Gegensatz zur Körpersicherung.
- Fixseil: Fest verankertes Seil.
- Flash: Begehung einer dem Kletterer noch unbekannten Kletterroute, wobei ihm Informationen über die Route bekannt sind oder während des Kletterns zugerufen werden.
- Flash Modus: Bestimmter Modus beim Wettkampfklettern: Die Route wird allen Teilnehmern vor dem Wettkampfbeginn vorgeklettert und die Kletterer dürfen vor ihrem Versuch den anderen Zuschauen.
- Fontainebleau-Skala: Schwierigkeitsskala für die Bewertung von Boulderprobleme die mit Fb für Fontainebleau abgekürzt wird (Beispiel Fb 7b).
- Foothook: Verwenden der Zehenoberseite auf Zug (=Toehook), oder der Ferse auf Zug oder Druck (= Heelhook) zur Fortbewegung oder zur Erreichung einer stabilen Körperposition.
- Free Solo: Freiklettern ohne Seil und ohne jede Sicherung.
- Freiklettern: Klettern nur mit Hilfe von natürlichen Griffen und Tritten. Seil und Haken dienen nur der Absturzsicherung.
- Friend: Bestimmtes und historisch erstes Klemmgerät überhaupt (Produzent: Wild Country); nach der Einführung ähnlicher Produkte anderer Hersteller auch als Gattungsname für Klemmgeräte ähnlichen Funktionsprinzips verwendet.
- Frontaltechnik: Klettertechnik, bei der der Kletterer immer in frontaler Position zum Fels bleibt (Alternative: Eindrehtechnik).
- Frosch, Froschtechnik: Klettertechnik, bei der in frontaler Stellung zum Fels die angewinkelten Knie nach außen gedrückt werden, um den Schwerpunkt möglichst nahe an die Wand zu bringen.
- Führerknoten: Bestimmter Anseil- und Kletterknoten (Synonym: Sackstich)
- Führungshand: Diejenige Hand des Sichernden, die das Lastseil umfasst und handhabt. (Synonym: Sensorhand)
- Fußwechsel: Einen Tritt, der mit einem Fuß benutzt wird, mit dem anderen Fuß übernehmen. Der Vorgang wurde früher und wird auch heute noch häufig, aber weniger treffend als Trittwechsel bezeichnet.

## G
- Gaston: Bezeichnung für einen Seitgriff, der mit Zugrichtung entgegen dem Körper des Kletterer gehalten wird und von dem aus der Körper aus der Schulter nach oben oder zur Seite hin weggedrückt oder fixiert wird (Synonym Schultergriff).
- Gebäudeklettern:
  1. Klettern und Bouldern an Gebäuden (Synonym Buildering);
  2. Seilgestütztes Arbeiten an Gebäuden mit aus dem Klettersport abgeleiteter Seiltechnik.
- Gechippte Route: Route an natürlichem Fels mit künstlichen geschlagenen oder gebohrten Griffen.
- Gendarm: Bezeichnung in den Westalpen für einen Gratturm, eine höhere Felsnadel, die aus einem Grat herausragt (Synonym Gratturm).
- Genussklettern: Auch Plaisirklettern, Klettern ohne Leistungsdruck in gut abgesicherten Kletterrouten unterhalb der eigenen Leistungsgrenze.
- Gepumpte Unterarme, Arme: Bei kontinuierlicher Kraftanstrengung der Finger, durch die Übersäuerung mit Laktat harte, verdickte und weniger leistungsfähige Muskeln im Unterarm.
- Gepunktet: Umgangssprachlich für Rotpunkt geklettert.
- Gesims: Spezielle Felsstruktur in Form eines kleinen, fenstersimsähnlichen Absatzes.
- Gezogen: Umgangssprachlich für Begehung in anerkanntem Stil.
- Gleitendes Seil, am gleitenden Seil: Riskante Sicherungsmethode für möglichst schnelles Klettern in Mehrseillängenrouten, bei der beide Kletterer gleichzeitig Klettern und dabei durch eingehängte Zwischensicherungen sowie durch ein, durch angepasstes Tempo einigermaßen straff gehaltenes, Seil gesichert sind. (Synonyme: Laufendes Seil, am laufenden Seil)
- Gratturm: Höhere Felsnadel, die aus einem Grat herausragt (synonym: Gendarm).
- Greifarm: Bezeichnung für den nicht durch das Halten eines Griffes belasteten Arm, der weitergreifen kann.
- Greifhand: Bezeichnung für die nicht durch das Halten eines Griffes belastete Hand, die weitergreifen kann.
- Griff: Alles, was sich zum Festhalten eignet.
- Griffbalken: Balken oder Brett aus Holz oder Kunststoff mit verschiedenen Griffen für das Training von Sportkletterern (Synonyme: Griffbrett, Kletterbalken, Board, Trainingsboard, Griffboard).
- Griffbrett: Balken oder Brett aus Holz oder Kunststoff mit verschiedenen Griffen für das Training von Sportkletterern (Synonyme: Griffbalken, Kletterbalken, Board, Trainingsboard, Griffboard).
- Grigri: Spezielles halbautomatisches Sicherungsgerät des Unternehmens Petzl.
- Grip: Englisch für Griff, Griffigkeit, Haftvermögen. Bezeichnung für die Griffigkeit der Griffe beziehungsweise für die Höhe der Reibung der Finger und Handinnenflächen am Fels. Bezeichnet auch die Höhe der Haftreibung von Kletterschuhen auf Reibungstritten.
- Grounder: Absturz auf den Boden oder auf ein Band.
- Grübler: Gerät zum Entfernen von Klemmkeilen.
- Gurt: Kurz für Klettergurt.

## H
- Haken: Zwischensicherung mit Korpus (Schaft) und Öse (Synonym: Felshaken).
- Halbaufgestellte Finger, halbaufgestelltes Halten: Bestimmte Griffhaltefingerstellung mit relativ stark gebeugten Fingern und einer geschlossenen Handstellung, bei der der Daumen nicht mit Druck den Zeigefinger unterstützt.
- Halbautomatisches Sicherungsgerät (kurz Halbautomat): Gattungsname für eine Klasse von Sicherungsgeräten, die bei Sturzzug das Seil im Gerät in der Regel ohne Bremshandeinsatz selbsttätig blockieren, die korrekte Funktion und Handhabung des Geräts vorausgesetzt. Aus Sicherheitsgründen ist das Bremshandprinzip auch bei diesen Geräten beim Sichern und Ablassen stets einzuhalten.
- Halbmastwurf: Sicherungsknoten.
- Halbmastwurfkarabiner: Besonderer Schraubkarabiner zum Sichern mit dem Halbmastwurf.
- Halbseil: Seil, das im Vorstieg nur doppelstrangig, im Nachstieg aber auch einstrangig eingesetzt werden darf.
- Halbseiltechnik: Insbesondere im angelsächsischen Raum praktizierte Technik des Vorsteigens mit Halbseilen, bei der jeweils der eine oder andere Halbseilstrang eingehängt wird, damit bei stark versetzt platzierten Fixpunkten weniger Seilreibung entsteht; zudem ergibt sich im Sturzfall eine geringere Belastung der Sicherungskette.
- Haltearm: Bezeichnung für den durch das Halten eines Griffes belasteten Arm (Synonym: Blockierarm).
- Haltehand: Bezeichnung für die durch das Halten eines Griffes belastete Hand (Synonym: Blockierarm).
- Hämmerbare Hardware: Bezeichnet alle Drahtkabel mit angebrachtem weichem Metallkopf zum Einschlagen in den Fels, um beim technischen Klettern die Fortbewegung zu ermöglichen (zum Beispiel Copperheads). Das eher gebräuchliche englische Synonym heißt Bashie.
- Handschlaufe: Schlaufe am Schaftende des Eispickels zum Einhängen einer Hand.
- Handwechsel: Einen Griff, der von einer Hand gehalten wird, mit der anderen Hand übernehmen. Der Vorgang wurde früher und wird auch heute noch häufig, aber weniger treffend als Griffwechsel bezeichnet.
- Hangdogging: Nach einem Sturz das Weiterklettern von der letzten Zwischensicherung zum Ausbouldern (= Einarbeiten) einer Route.
- Hangel: Abschnitt einer Kletterroute, der hangelnd zu bewältigen ist.
- Hangeln: Klettern ohne Fußeinsatz, nur mit den Händen.
- Hängende Finger, hängendes Halten: Bestimmte Griffhaltefingerstellung mit relativ gestreckten Fingern und einer offenen Handstellung.
- Hänger: Umgangssprachlich für das Ausruhen durch Hängen im Seil. Begehungen mit Hänger sind a.-f.-Begehungen.
- Hardware: Klettermaterial aus Metall.
- Haul Bag: Materialsack, der bei der Begehung von Bigwalls von Standplatz zu Standplatz nachgezogen wird.

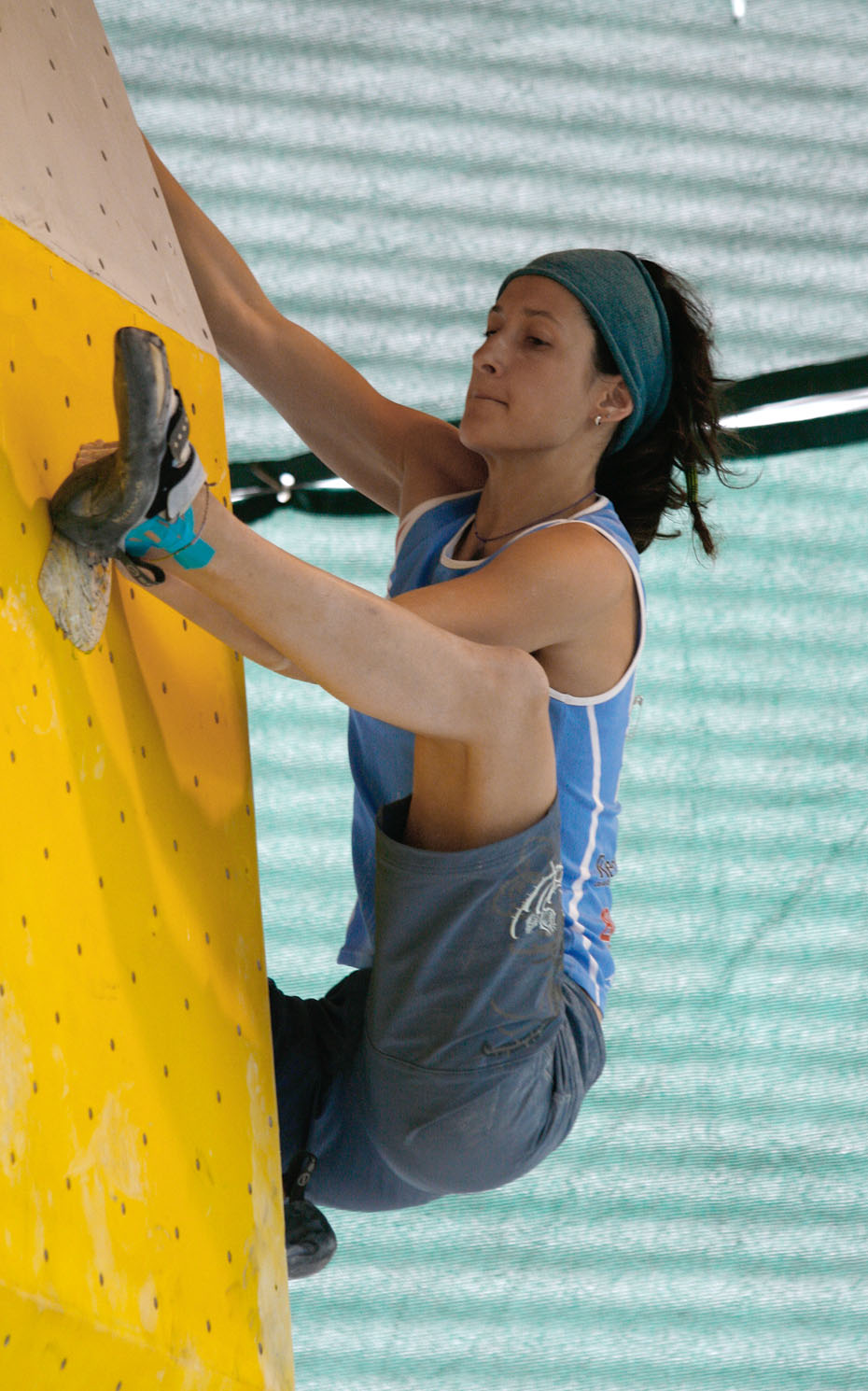
Heelhook

- Heelhook: Bestimmte Art von Foothook, englisch für Fersenhaken. Einsatz der Ferse auf Druck oder Zug, zur Fortbewegung oder zur Erreichung einer stabilen Körperposition.
- Henkel: Bezeichnung für einen großen, guten Griff für alle Finger.
- Hexentric, Hex: Asymmetrischer sechseckiger Klemmkeil.
- Highball: Hohes Boulderproblem mit möglichen gefährlichen Stürzen.
- HMS: Abkürzung für Halbmastwurfsicherung.
- HMS-Karabiner: Abkürzung für Halbmastwurfsicherungs-Karabiner. Besonderer Schraubkarabiner zum Sichern mit dem Halbmastwurf.
- Hochlager: Ein Camp, das als Stützpunkt für Touren an hohen Bergen im Expeditionsstil genutzt wird.
- Höhlenklettern: Klettern in Höhlen.
- Holzkeil: Historisch: Sicherungskeil aus Holz mit einer Seilschlinge, der mit dem Hammer in Risse geschlagen wurde. Holzkeile weisen nur eine geringe Haltekraft auf.
- Hook:
  1. Kurzform für Foothook.
  2. Gerät, das beim technischen Klettern wie ein Enterhaken an Felsstrukturen eingehängt wird und als Fixpunkt dient (Synonyme: Skyhook, Cliffhanger, Cliff).
- Hooken:
  1. Das Anwenden von Foothooks.
  2. Die Verwendung von Skyhooks.
- Hüftband: Bestandteil des Sitzgurtes in Form einer Schlaufe um die Hüfte, der ein Zurückkippen des Oberkörpers verhindern soll.
- Hüftgurt: Auch Sitzgurt, Form des Klettergurtes.

## I
- ICC: Historisch: Abkürzung für International Council for Competition Climbing, ein UIAA interner Vorgänger der IFSC als internationaler Verband für das Wettkampfklettern.
- IFSC: International Federation of Sport Climbing, internationaler Dachverband für das Wettkampfklettern.
- Igor: Synonym für Ägypter. Bezeichnung für eine bestimmte klettertechnische Beinposition mit einem nach innen unten gedrehten Knie, die optisch an gehende Ägypter auf historischen Gemälden erinnert (Synonyme: Dropknee, Lolotte).
- Intensives Intervallklettern: Bestimmte Art von Intervallklettern, bei der subjektiv mittelschwere bis schwere Routen mit einer kurzen unvollständigen Pause dazwischen hintereinander geklettert werden.
- International Council for Competition Climbing: Historisch: ICC, ein UIAA interner Vorgänger der IFSC als internationaler Verband für das Wettkampfklettern.
- International Federation of Sport Climbing IFSC: Internationaler Dachverband für das Wettkampfklettern.
- Intervallklettern: Trainingsform, bei der mehrere Routen oder Boulder mit unvollständigen Pausen dazwischen hintereinander geklettert werden.
- Iso: Kurzform für Isolation.
- Isolation: Bei Kletterwettkämpfen: Bezeichnung für einen Raum, von dem aus die Wettkampfroute nicht sichtbar ist und in dem sich Wettkampfkletterer vor der Darbietung ihrer Onsight-Kletterleistung zwingend aufhalten müssen.

## J
- Jahreserste: Erste Besteigung eines Gipfels im Jahr, die im Elbsandsteingebirge traditionsgemäß damit verbunden ist, dass die Seilschaft neben den Begehungsdaten einen Jahresersten-Spruch in das Gipfelbuch schreiben darf.
- Jümar: Spezielle Steigklemme des Herstellers Jümar.
- Jümarn, Jümaren: Nach der Steigklemme Jümar benannte Technik des Aufstiegs an einem fixierten Seil mit Hilfe von zwei Steigklemmen.
- Jump Contest: Wettkampf mit dem Ziel, einen möglichst weit entfernten Zielgriff anzuspringen.

## K
- Kamin: breite Felsspalte, in die der Kletterer mit dem gesamten Körper hineinpasst.
- Karabiner: Gebräuchliche Kurzform für Karabinerhaken
- Karabinerhaken: Haken mit Verschluss. Die gebräuchliche Kurzform ist ‚Karabiner‘.
- Karabinerschnapper: Der Teil eines Karabiners, der sich bewegen lässt, um den Karabiner zu öffnen.
- Karabinersitz: Abseilmethode ähnlich dem Dülfersitz.
- Keil: Kurz für Klemmkeil.
- Kernmantelseil: Typisches Kletterseil mit einem tragenden Innenteil (Kern) und einer hauptsächlich schützenden Außenschicht (Mantel).
- Kette: Zwei mit einer Kette verbundene Bohrhaken als Umlenker oder Standplatz.
- Klebehaken: Bestimmter Bohrhakentyp, der in ein Bohrloch einzementiert wird.
- Klemmblock In einem Riss eingeklemmter großer Stein.
- Klemmer: Halteform, die insbesondere beim Rissklettern verwendet wird, bei der die Finger, die Hand oder andere Körperteile durch Verklemmung halten.
- Klemmgerät: Mechanisches Sicherungsgerät mit variabler Größe, das als Fixpunkt in Rissen verklemmt wird.
- Klemmkeil: Keilförmiger Metallblock, der als Fixpunkt in Rissen verklemmt wird.
- Kletterbalken: Balken oder Brett aus Holz oder Kunststoff mit verschiedenen Griffen für das Training von Sportkletterern (Synonyme: Griffbalken, Griffbrett,  Kletterbalken, Board, Trainingsboard, Griffboard).
- Kletterergometer: Trainingsgerät in Form eines aufgestellten, einige Meter hohen „Förderbandes“ mit angebrachten Klettergriffen, das beliebig langes Klettern ermöglicht.
- Kletterführer: Verzeichnis von Routenbeschreibungen.
- Klettergarten: Felswand mit mehreren Sportkletterrouten.
- Klettergebiet: Mit mehreren Kletterrouten erschlossenes Gebiet.
- Klettergurt: Aus Bandmaterial hergestellter, anziehbarer Gurt zum Anseilen.
- Kletterhalle: Halle mit künstlichen Kletterwänden.
- Kletterroute: Vorgegebener Kletterweg.
- Kletterschein: Qualifikationsnachweis für Kletterer.
- Kletterschuh: Schuh mit profilloser Gummisohle für das Klettern.
- Kletterseil: Seil zur Sicherung gegen Absturz.
- Klettersicherung: Methoden zur Absturzverhinderung.
- Klettersteig: Route durch eine natürliche Felswand, die mit technischen Installationen (Stahlleitern, Drahtseile, Eisenbügel etc.) zur Sicherung und Fortbewegung versehen ist, die einen Durchstieg auch für sportliche Nichtkletterer ermöglichen.
- Klettersteigset: Ausrüstung zur Selbstsicherung in Klettersteigen
- Klettertechnik: In der Praxis bewährte Verfahren zur Lösung von Bewegungsaufgaben im Klettern (synonyme Kurzform: Technik).
- Kletterwand: Künstliche, mehr oder weniger abstrakte Nachbildung einer Felswand, an der geklettert werden kann.
- Klinken: Das Seil in einen Karabinerhaken einhängen (Synonyme: Clippen, Klippen, Einhängen).
- Klippen: Das Seil in einen Karabinerhaken einhängen (Synonyme: Clippen, Einhängen, Klinken).

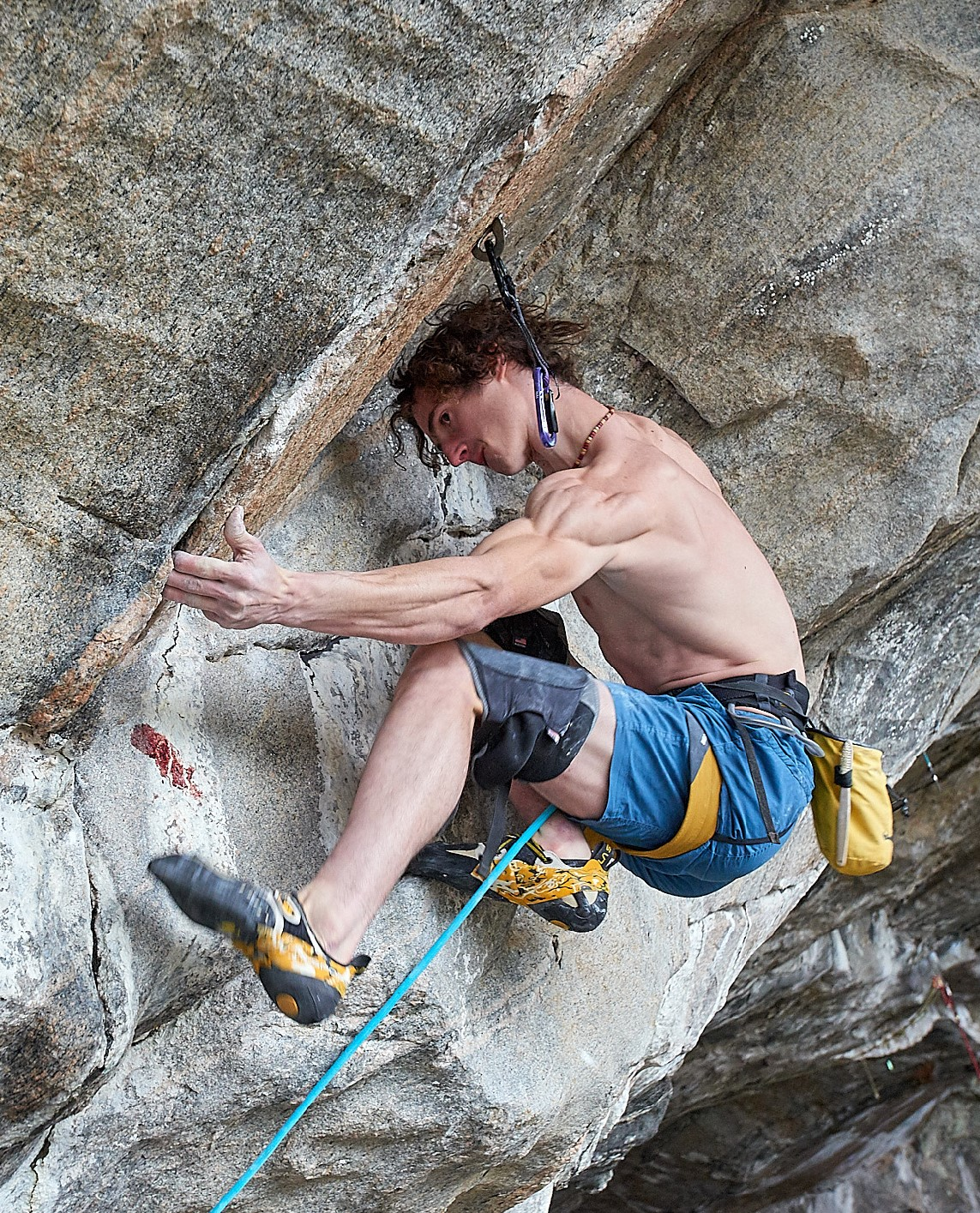
Adam Ondra mit Kneepad

- Adam Ondra mit KneepadKneepad: Knieschutz aus gummierten Polsterungen, welcher Knieklemmer vereinfachen kann und vor Verletzungen (Abschürfungen) schützt.
- Knieklemmer: Die Verklemmung des Unterschenkels zwischen zwei Kontaktpunkten am Fels durch Herstellen von Druck zwischen Fuß und Knie oder Oberschenkel.
- Knotenfestigkeit: Die typischerweise geringere Reißfestigkeit eines Knotens im Vergleich zu der des verwendeten Seiles.
- Knotenschlinge: Reepschnur, Bandschlinge oder Seilschlinge mit einem Knoten, der in einem Riss verklemmt eine Zwischensicherung ergibt.
- Kolophonium: Synonym für Pof (Kletterjargon), ein Harz, das eingepackt in eine durchlässige Tuchkugel beim Bouldern im Sandstein als Magnesiaersatz oder -ergänzung  verwendet wird.
- Kombigurt: Eine Form des Klettergurts, die den gesamten Rumpf stützt.
- Kombination, Kombinationswertung:
  1. Im Wettkampfklettern: Die kombinierte Auswertung der Ergebnisse in Lead, Speed und Bouldern.
  2. Im 8a.nu Ranking: Die kombinierte Auswertung der zehn meistzählenden Routen und der zehn meistzählenden Boulder.
- Kombinierter Gurt: Die gleichzeitige Verwendung von Sitz- und Brustgurt. Gilt als die derzeit sicherste Klettergurtvariante.
- Kombiniertes Gelände: Mischgelände aus Fels und Eis oder Schnee.
- Köpflschlinge: Fixpunkt, bei dem eine Schlinge über/um einen Felszacken gelegt wird (Synonym: Zackenschlinge)
- Körpersicherung: Partnersicherung über ein Sicherungsgerät, das am eigenen Körper fixiert ist; im Gegensatz zur Fixpunktsicherung.
- Kräftedreieck: Die bewegliche Verbindung von zwei oder mehr Fixpunkten durch eine Schlinge, an der dann Selbst- und Fremdsicherung an einem zentralen Karabiner eingehängt werden. Dies ermöglicht bei Standplätzen eine gleichmäßige Verteilung der Belastung der Fixpunkte (Synonym: Ausgleichsverankerung, Parallelschaltung).
- Krangeln: Verdrehen des Seils.
- Kratzer: Sehr kleiner Griff.
- Kreuzgriff: Unkorrektes Synonym für Kreuzzug. Kletterbewegung, bei der die weitergreifende Hand die Lotlinie der haltenden Hand überquert.
- Kreuzzug: Kletterbewegung, bei der die weitergreifende Hand die Lotlinie der haltenden Hand überquert.
- Künstliches Klettern: ungebräuchlicheres Synonym für technisches Klettern. Form des Kletterns, bei der technische Hilfsmittel wie Haken nicht nur zur Sicherung, sondern auch zur Fortbewegung verwendet werden (Synonym: Artif Klettern)
- Kunstwand: Künstliche, mehr oder weniger abstrakte Nachbildung einer Felswand, an der geklettert werden kann.
- Kurzes Seil, am kurzen Seil: Sicherungsmethode mit wenig Seil zwischen den Kletterern, die sich für einfaches Gelände wie beispielsweise Grate und Gletscher eignet.

## L

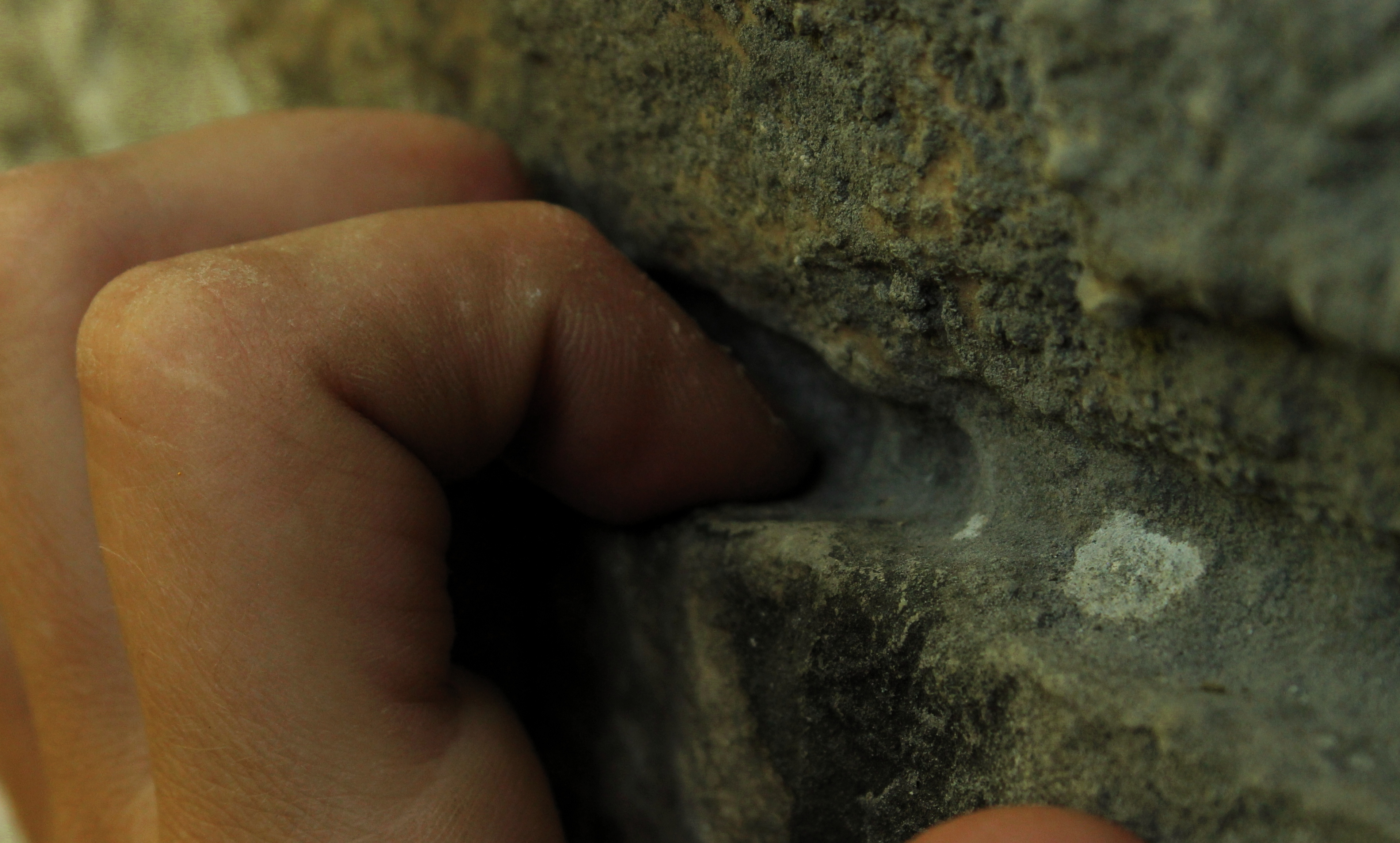
Halten einer Leiste

- Lastseil: Derjenige Abschnitt des Seils, der vom Sicherungsgerät in Richtung des Kletterers läuft und an dem der Kletterer nach einem Sturz oder beim Ablassen hängt.
- Laufendes Seil, am laufenden Seil: Riskante Sicherungsmethode für möglichst schnelles Klettern in Mehrseillängenrouten, bei der beide Kletterer gleichzeitig Klettern und dabei durch eingehängte Zwischensicherungen sowie durch ein, durch angepasstes Tempo einigermaßen straff gehaltenes, Seil gesichert sind. (Synonyme: Gleitendes Seil, am gleitenden Seil)
- Lead: Wettkampfdisziplin mit On-Sight-Klettern (Synonyme: Difficulty, Schwierigkeitsklettern)
- Legen: Anbringen eines Klemmkeils in einem Riss.
- Leiste: Bestimmte Felsstruktur, die als Griff oder Tritt verwendet wird. Ein maximal einige Zentimeter tiefer, gerader Felsabsatz, der mehreren Fingern nebeneinander Platz bietet.
- Lesen: Abkürzung für Routenlesen: Das mentale Erkennen der Bewegungsabläufe einer Route vor dem eigentlichen Versuch des Durchsteigens.
- Liegestart: Definierter Kletterbeginn aus liegender Position beim Bouldern.
- Linie: Synonym für Kletterroute.
- Link Cam: Spezielles Klemmgerät.
- Lolotte: Französisches Synonym für Ägypter. Bezeichnung für eine bestimmte klettertechnische Beinposition mit einem nach innen unten gedrehten Knie, die optisch an gehende Ägypter auf historischen Gemälden erinnert (Synonyme: Dropknee, Igor).
- Lost Arrow: Felshaken aus legiertem Stahl, der vor allem für Granit geeignet ist.

## M
- M (1-12) Schwierigkeitsgrade für Mixedklettern (Eis und Fels, momentan von M1 bis M12).
- Magnesia, Magnesium: Basisches Magnesiumcarbonat in Pulverform zum Trocknen der Hände von Handschweiß vor und während des Kletterns, oft auch mit dem englischen Begriff Chalk bezeichnet.
- Magnesiasack, Magnesiabeutel: Kleiner verschließbarer, mit Magnesia gefüllter Tragbeutel, in den eine Hand zum Trocknen eingeführt werden kann.
- Magnesiumcarbonat: Chemisch korrekteste Bezeichnung für Chalk bzw. Magnesia.
- Mantle: Durchstützen nach oben an einem Griff.
- Master, Masterwettkampf: Kletterwettkampf, bei dem ausgewählte Teilnehmer eingeladen werden.
- Materialschlaufe: Bestandteil des Klettergurtes zum Anhängen von Material.
- Mehrseillängenroute: Route mit mehreren Seillängen.
- Mixed, Mixedklettern: Klettern von Routen mit Eis- und Felspassagen, die in der Regel mit Eispickeln und Steigeisen bewältigt werden.
- Mobile Sicherungsmittel: Geräte, die der vorübergehenden Einrichtung von Fixpunkten dienen, wie z. B. Klemmkeile und Bandschlingen.

## N
- Nachsteigen: Das Klettern gesichert durch einen Sichernden, der sich oberhalb des Kletterers befindet. Das Nachsteigen ist neben dem Vorsteigen ein zwingender Bestandteil im Mehrseillängenroutenklettern.
- Nähmaschine: Umgangssprachliche Bezeichnung für starkes Muskelzittern während des Kletterns.
- No-Hands Rest: Freihändige Kletterposition.
- Normalhaken: Haken, der mit dem Hammer direkt in Felsspalten geschlagen wird (Gegenstück: Bohrhaken).
- Normsturz: Nach festen Regeln ablaufender Teststurz eines definierten Gewichtes in einer Testanlage, der über die Anzahl gehaltener Normstürze ein Qualitätsmerkmal von Kletterseilen ergibt.
- Nutkey: Gerät zum entfernen von Klemmkeilen.

## O
- Offwidth, Offwidth-Riss: Riss, der zu breit ist, um die Faust zu verklemmen, aber schmaler ist als ein Körperriss.
- Offene Tür: Das klettertechnische Problem des seitlichen aus der Wand Drehens des Kletterers (wie eine Tür, die sich öffnet).
- On Sight: Rotpunktbegehung einer Kletterroute im ersten Versuch ohne vor oder während der Begehung Informationen über Bewegungen und Griffe in der Route erhalten zu haben.
- On-sight-Grenze: Der höchste Schwierigkeitsgrad, den ein Kletterer On Sight bewältigt hat.
- On-sight-Wettkampf: Ungenaues Synonym für Schwierigkeitsklettern, Difficulty bzw. Lead Wettkampf. Wettkampfdisziplin mit On-Sight-Klettern.
- Optimaler Formschluss: Die optimale Anpassung der Hand und der Finger an die konkrete Struktur des Griffes.

## P
- Pärchen: Umgangssprachlich für Expressset. Zwei durch eine kurze Bandschlinge verbundene Karabiner, die zum Einhängen des Seils an Zwischensicherungen verwendet werden (Synonyme: Exe, Exxe, Express, Runner).
- Partnercheck: Gegenseitige Kontrolle der Kletterpartner, ob alle Sicherheitsmaßnahmen korrekt abgeschlossen sind.
- Pendelsturz: Sturz von einem Punkt seitlich des Sicherungspunktes, der in eine Pendelbewegung übergeht.
- Persönliche Schutzausrüstung: Ausrüstung, die eine Person als Schutz gegen Risiken für ihre Gesundheit oder ihre Sicherheit trägt oder hält; beim Klettern insbesondere Kategorie III (Risikofolgen wie Tod oder irreversible Gesundheitsschäden) durch Stürze aus der Höhe.
- Pfeiler: Turmartiger Wandvorbau.
- Piazen: Klettern in trittlosen Passagen an Seitgriffen (oft in Form einer Risskante) mittels Gegendrucktechnik (Synonym: Dülfern).
- Piazgriff: Ungefähr vertikaler Griff der seitlich belastet gehalten werden muss (Synonym Seitgriff).
- Piaztechnik: Technik des Kletterns in trittlosen Passagen an Seitgriffen (oft in Form einer Risskante) mittels Gegendrucktechnik (Synonym Dülfertechnik).
- Pickel: Kurzform für Eispickel. Pickel zum Bergsteigen und Klettern in Eis, Schnee und Fels.
- Pinkpoint: Historisch: Rotpunktbegehung, bei der die Zwischensicherungen bereits vor der Begehung angebracht wurden. Wird heute nicht mehr von Rotpunkt unterschieden.
- Placement: Geeignete Stelle zum Legen eines Klemmkeiles im Fels
- Plaisir(klettern) (franz.: für „Vergnügen“): Synonym für Genussklettern.
- Plaisirroute: Gut gesicherte, relativ einfache Route, etwa bis zum Schwierigkeitsgrad UIAA VII.
- Plate: Englischer Begriff für Sicherungsplatte.
- Platte: Relativ unstrukturiertes geneigtes Felsstück.
- Pof: Synonym für Kolophonium, ein Harz, das eingepackt in einer durchlässigen Tuchkugel beim Bouldern im Sandstein als Ersatz oder Ergänzung für Magnesia verwendet wird.
- Portable ledge: Leichte Plattform zum Übernachten bei Bigwall-Klettereien (synonym: portaledge).
- Portaledge: Leichte Plattform zum Übernachten bei Bigwall-Klettereien (synonym: portable ledge).
- Problem: Synonym für Boulder, eine kurze Route, die auf Absprunghöhe ohne Kletterseil begangen wird.
- Projekt: Allgemein: Route ohne Erstbegehung. Persönlich: Route, die man anstrebt, aber noch nicht begehen konnte.
- Prusik, Prusikknoten: Ein Klemmknoten, der sich unter Belastung zuzieht.
- Prusiken: Das Aufsteigen an einem Seilstrang mittels Prusikknoten.
- PSA: Abkürzung für Persönliche Schutzausrüstung, siehe dort.
- Psicobloc oder Psychobloc:  Synonym für Deep Water Soloing (Free-Solo-Klettern über tiefem Wasser)
- Punkten: Umgangssprachlich für Rotpunktklettern.
- Push & Twist Systeme: Spezielle automatisch verschließende Schraubkarabiner.

## Q
- Quacke: Begriff aus der sächsischen Schweiz für ein 3-10 Meter hohes, freistehendes Felsgebilde, dessen Gipfel nur kletternd erreicht werden kann.
- Quergang: Kletterroutenabschnitt oder Boulder, bei dem horizontal traversiert wird.

## R
- Rack: Die Gesamtheit der mitgeführten Ausrüstungsgegenstände aus Metall.
- Rampe: Mehr oder weniger steil ansteigendes Band.
- Randkluft: Ein zwischen einem Gletscher und seiner Umgebung gebildeter Spalt.
- Rappelbolting: Das Anbringen von Bohrhaken mittels Abseilen.
- Reepschnur: Dünnes Kern-Mantel-Statikseil.
- Reibungsplatte: Relativ unstrukturiertes geneigtes Felsstück, das durch die geringe Steilheit ohne Tritte und Griffe durch großflächiges Auftreten gemeistert werden kann.
- Reibungstechnik: Steigtechnik ohne Tritte durch großflächiges Auftreten, vor allem in Platten.
- Reihenschaltung: Standplatzbaumethode, bei der die Selbst- und Partnersicherung in einen Haken eingehängt werden, der für den Fall eines Ausbruchs mit einem zweiten, oberhalb angebrachten Haken verbunden wird.
- Revo: Spezielles halbautomatisches Sicherungsgerät mit Fliehkraftbremse der Marke Wild Country.
- Rinne: Längere schmale vertikale Einbuchtung.
- Riss: Felsspalte, die schmaler ist als ein Kamin. Je nach Rissbreite handelt es sich um einen Fingerriss, Handriss, Faustriss oder Körperriss. Mit Off-width bezeichnet man die Rissbreite zwischen Faust- und Körperriss.
- Risshandschuh: Schutz des Handrückens und der Handaussenseiten durch gummierte Polsterung, welche das Klettern in Hand- und Faustrissen erleichtern kann und der vor Verletzungen (Hautabschürfungen) schützt.
- Rockcentric: Asymmetrischer sechseckiger Klemmkeil des Herstellers Wild Country.
- Rockmaster: Traditioneller Master-Wettkampf in Arco (Italien).
- Roperoller: Spezielles Sicherungsgerät für Hochseilgärten.
- Ropeman: Spezielle Steigklemme des Unternehmens Wild Country.
- Rotkreis: Historisch: Das Seil darf bei jedem Versuch, eine Kletterroute zu klettern, in der höchsten beim vorherigen Versuch erreichten Zwischensicherung belassen werden. Gilt heute als Topropebegehung.
- Rotkreuz: Sturzfreie Begehung einer Kletterroute mit Seilsicherung von oben („Toprope“).
- Rotpunkt: Begehung einer Kletterroute im Vorstieg ohne Belastung der Sicherungskette.
- Rotpunktgrenze: Der persönlich höchste Schwierigkeitsgrad, den ein Kletterer Rotpunkt geklettert hat.
- Route: Kletterweg, der mit einem Kletterseil bewältigt wird (Synonym: Tour).
- Routenbauer, Routenschrauber: Fachmann zum Bauen von künstlichen Kletterrouten durch Anschrauben von Kunstgriffen in vorhandenen künstlichen Kletterwänden.
- Routenlesen: Das mentale Durchspielen der Bewegungsabläufe einer Route vor dem eigentlichen Versuch.
- Routensetzer: Routenbauer bei Kletterwettkämpfen.
- Rückfädelmarkierung: Warnende Markierung zur Erinnerung des Rückverschlaufens an der Rückverschlaufschnalle des Klettergurtes.
- Rückfädelschnalle: = Rückverschlaufschnalle.
- Rücklaufsperre: Konstruktion, die das Seil nur in eine Richtung durchlässt und in die andere blockiert.
- Rückverschlaufen: Notwendiges Zurückfädeln des Bandmaterials in der Rückfädelschnalle des Klettergurtes.
- Rückverschlaufschnalle: Schnalle des Klettergurtes, an der das Bandmaterial zurückgefädlelt werden muss, um zu halten.
- Rückzug: Die Tour abbrechen und auf der begangenen Route zurückkehren.
- Ruhepunkt: Stelle in einer Kletterroute, an der sich der Kletterer erholen kann, ohne die Sicherungskette zu belasten.
- Runout: Ungewöhnlich weiter Abstand zwischen zwei Zwischensicherungen.
- Runter! Seilkommando für: „Lass’ mich am Seil hängend zum Boden ab!“ (Synonym: „Ab!“).
- Rurp: Spezieller kleiner beilförmiger Felshaken, dessen Klinge etwa 1 cm lang ist und der für das technische Klettern gebraucht wird.

## S
- Sackstich: Bestimmter Anseil- und Kletterknoten (Synonym: Führerknoten).
- Safebiner: Spezieller, gegen die ungewollte Schnapperöffnung besonders gut gesicherter Karabiner.
- Sanduhr: Zweiseitig geöffnetes Loch, an dem eine Reepschnur oder eine Bandschlinge als Zwischensicherung eingeführt werden kann.
- Sanduhrschlinge: Reepschnur oder Bandschlinge, die als Zwischensicherung durch eine Sanduhr geführt wurde.
- Sanierung: Das Ersetzen und Ergänzen von altem Sicherungsmaterial in Kletterrouten durch neues Material (Standplatz, Zwischensicherungen).
- Sauberes Klettern: Synonym zu Clean Climbing. Klettern ohne hinterlassen von Spuren.
- Sauschwanz: Optisch an einen Sauschwanz erinnernder Umlenker (Synonym: Schweineohr).
- Schlappseil: Ungespanntes Seilstück zwischen Sicherer und Kletterer, im engeren Sinne auf Seite des Sicherers.[2]
- Scharfes Ende: Umgangssprachlich dasjenige Seilende, an dem der Vorsteiger klettert.
- Scharte:  Einbuchtung zwischen Gipfeln.
- Schlauchband: Schlauchförmig gewebtes Bandmaterial.
- Schlüssellänge: Die schwerste Seillänge innerhalb einer Mehrseillängenroute (Synonym: Schlüsselseillänge).
- Schlüsselpassage: Der schwerste Abschnitt innerhalb einer Seillänge.
- Schlüsselseillänge: Die schwerste Seillänge innerhalb einer Mehrseillängenroute (Synonym: Schlüssellänge).
- Schlüsselstelle: Auch Crux, schwerste Einzelstelle einer Kletterroute.
- Schmelzverbrennung: Bezeichnet das Durchschmelzen von Seil oder Schlingenmaterial durch ein unter Belastung darüberlaufendes Seil (zum Beispiel durch Ablassen über eine Bandschlinge).
- Schmetterlingsknoten: Knoten zur Erzeugung einer festen Seilschlaufe mitten im Seil, etwa als Anseilschlaufe oder Bremsknoten für Gletscherseilschaften.
- Schnappen: Sehr schnelles Weitergreifen.
- Schnapper: Kurzform von Karabinerschnapper. Der Teil eines Karabiners, der sich, um den Karabiner zu Öffnen, bewegen lässt.
- Schrauber: Kurzform für Schraubkarabiner. Ein Verschlusskarabiner, bei dem der Schnapper mit einer Schraubhülse zugeschraubt werden kann.
- Schraubkarabiner: Ein Karabiner, bei dem der Schnapper mit einer Schraubhülse zugeschraubt werden kann.
- Schultergriff: Bezeichnung für einen Seitgriff, der mit Zugrichtung entgegen dem Körper des Kletterer gehalten wird und von dem aus der Körper aus der Schulter nach oben oder zur Seite hin weggedrückt oder fixiert wird (Synonym: Gaston).
- Schulterzug: Weitergreifen mit Hilfe eines Schultergriffes (Synonym: Gastonzug).
- Schweineohr: Optisch an einen Sauschwanz erinnernder Umlenker (Synonym: Sauschwanz).
- Schwierigkeitsgrad: Zahl und/oder Buchstabe, der die Schwierigkeit einer Route kennzeichnet.
- Schwierigkeitsklettern:
  1. Wettkampfdisziplin mit On-Sight-Klettern (Synonyme: Difficulty, Schwierigkeitsklettern).
  2. Klettern mit dem Ziel, möglichst schwere On-Sight- oder Rotpunkt-Begehungen zu machen.
- Schwierigkeitsskala: Auflistung von möglichen Schwierigkeitsgraden.
- Seil:
  1. Kletterseil in Kernmantelkonstruktion aus Polyamid, zur Sicherung oder beim technischen Klettern auch zur Fortbewegung.
  2. Seilkommando für: „Gib Seil durch dein Sicherungsgerät!“
- Seilendfixierung: Die Befestigung des freien Seilendes beim Sichern, um einen Absturz durch das Durchlaufen des Seilendes durch das Sicherungsgerät zu verhindern.
- Seilendknoten, Seilendverknotung: Ein Knoten am freien Seilende beim Sichern, um einen Absturz durch das Durchlaufen des Seilendes durch das Sicherungsgerät zu verhindern.
- Seilendmarkierung: Zeichen, das kurz vor den Enden des Seiles auf das Seilende hinweist, um einen Absturz durch das Durchlaufen des Seilendes durch das Sicherungsgerät zu verhindern.
- Seilerster: Bezeichnung für den Kletterer, der vorsteigt, d. h. mit Seilsicherung von unten klettert.
- Seilführung: Meint einerseits die Bestimmung des Seilverlaufs an der Wand durch Wahl und Einrichtung der Zwischensicherungen (Position und Länge), die maßgeblich die Seilreibung in der Sicherungskette bestimmen, (sogenannte Seilführung an der Wand) und andererseits die Seilführung am Körper durch die räumliche Stellung der Beine des Kletterers im Hinblick auf den Seilverlauf und die Gefahr des → Einfädelns.
- Seillänge: gekletterte Entfernung zwischen zwei Standplätzen oder zwischen dem Boden und dem Standplatz (beziehungsweise Umlenker oder Kette).
- Seilkommandos: kurze Zurufe zur Kommunikation zwischen Seilpartnern, z. B. „Ab!“, „Seil!“, „Stand!“
- Seilmarkierung: Sichtbare Anzeige von bestimmten Stellen, wie beispielsweise der Seilmitte am Kletterseil.
- Seilmittenmarkierung: Sichtbares Zeichen, das auf die Seilmitte hinweist.
- Seilpartner: Die Mitglieder einer Seilschaft.
- Seilpuppe: gängige Form des Aufschießens eines Seils für den Transport
- Seilschaft: Die Kletterpartner an einem Seil.
- Seilweiche: Seilverzweigung mittels Sackstichschlaufe oder Seilklemme für die Sicherung zweier Nachsteiger an einem Einfachseil.
- Seitgriff: Ungefähr vertikaler Griff, der seitlich belastet gehalten werden muss (Synonym: Piazgriff).
- Selbstsicherung: Methoden, um sich selbst vor Absturz zu sichern.
- Serac: Abbruchzone eines Gletschers in steilem Gelände.
- Sichern: Alle Tätigkeiten, die dem Ziel dienen, den Partner vor einem Absturz zu bewahren.
- Sicherungskette: Gesamtheit der einzelnen Elemente eines Sicherungssystems.
- Sicherungspartner: Bezeichnung für den Mensch, der einen Kletterer sichert.
- Sicherungsplatte: Sicherungsgerät für das gleichzeitige und selbstblockierende Sichern von zwei Nachsteigern.
- Sicherungspunkt: Gleichbedeutend mit Fixpunkt. Ein zuverlässiger Befestigungspunkt zur Sicherung beim Klettern oder Bergsteigen.
- Sicherungsring: Synonym für Anseilschlaufe. Bestandteil des Klettergurtes, der Hüft- und Beinschlaufen verbindet. Schlaufe, an der angeseilt, ein Sicherungsgerät befestigt oder eine Selbstsicherungsschlinge angebracht wird.
- Sika: Zweikomponentenkleber für Stein, der für das Fixieren von losen Steinen und das umstrittene Neuschaffen von Griffen oder Tritten verwendet wird.
- Sinter, Sintersäule Längere orgelpfeilerartige vertikale Felsstrukturen.
- Sitzgurt: Klettergurt, der aus zwei Beinschlaufen und einer Schlaufe um die Hüfte besteht. Standardgurt beim Sportklettern.
- Sitzstart: Definierter Kletterbeginn aus sitzender Position beim Bouldern.
- Skyhook: Synonym für Cliffhanger. Gerät, das beim technischen Klettern wie ein Enterhaken an Felsstrukturen eingehängt wird und als Fixpunkt dient.
- Slide Block System: Schnallensystem mit einer Schnalle für Sitzgurte ohne notwendige Rückverschlaufung.
- Sloper: Runder, abschüssiger, meist größerer Griff (Synonym: Aufleger).
- Smart: Spezielles halbautomatisches Sicherungsgerät des Herstellers Mammut nach dem Funktionsprinzip der Antzbremse.
- Solo, Soloklettern: Gesichertes Klettern ohne Sicherungspartner.
- Speed(klettern): Wettkampfform, bei der jeweils zwei Kletterer in zwei identischen Kletterrouten an einer künstlichen Kletterwand gegeneinander antreten.
- Speedbegehung: Möglichst schnelles Durchsteigen einer Kletterroute, meist einer Mehrseillängenroute oder eines Bigwalls.
- Speednormwand: Normierte 10 oder 15 m hohe Kletterwand für Wettkämpfe im Speedklettern. Durch die Normung sind Weltrekorde in dieser Disziplin möglich.
- Speedrekord: Schnellste Begehung einer Kletterroute.
- Speedroute: Extra zum Speedklettern gebaute Kunstwandroute.
- Speedweltrekord: Weltrekord an der Speednormwand.
- Speedwettkampf: Wettkampf im Speedklettern.
- Speleoseil: Statikseil zum Klettern und Abseilen in Höhlen.
- Spielbein: Bezeichnung für das nicht durch Stehen auf einem Tritt belastete Bein, das weitertreten kann (Synonym: Tretbein).
- Spielfuß: Bezeichnung für den nicht durch Stehen auf einem Tritt belasteten Fuß, der weitertreten kann (Synonym: Tretfuß).
- Spierenstich: Knoten zum Verbinden zweier Seile.
- Sportklettern: Klettern mit sportlicher Zielsetzung und unter Einhaltung der anerkannten Begehungsstile.
- Spotten: Am Boden stehendes Aufpassen auf kletternde Boulderer, um im Falle eines Sturzes mit Hilfe der Hände eine Landung auf den Füßen zu ermöglichen und ein gefährliches Umfallen zu verhindern.
- Spreizen: Das Auseinanderführen der Füße.
- Spreiztechnik: Technik, bei der die Arme und Beine abwechselnd durch jeweils gleichzeitigen Druck auf beiden Seiten einer Verschneidung den Körper stabilisieren und fortbewegen.
- Sprung:
  1. Anspringen eines Griffs;
  2. Absichtliches, kontrolliertes Stürzen aus einer Kletterroute, um einem drohenden unkontrollierten Sturz zuvorzukommen;
  3. Springen von Fels zu Fels, in der Sächsischen Schweiz eine eigene Teildisziplin des Kletterns.
- Sprungbewertungsskala: Bewertungsskala aus der Sächsischen Schweiz für die Schwierigkeit von Sprüngen von Fels zu Fels.
- Stand:
  1. Kurzform von Standplatz. Sicherungspunkt innerhalb oder oben in einer Route, von dem aus der Vorsteiger oder der Nachsteiger vom dort fixierten Sicherungspartner gesichert wird.
  2. Seilkommando für: „Ich bin am Standplatz und habe mich selbstgesichert, du kannst das Sicherungsgerät aushängen!“
- Standbein: Bezeichnung für das durch Stehen auf einem Tritt belastete Bein.
- Standfuß: Bezeichnung für den durch Stehen auf einem Tritt belasteten Fuß.
- Standplatz: Sicherungspunkt innerhalb oder oben in einer Route, von dem aus der Vorsteiger oder der Nachsteiger vom dort fixierten Sicherungspartner gesichert wird.
- Statikseil: Seil, das sich bei Belastung nur geringfügig dehnt.
- Steigeisen: Gezackter Schuhuntersatz aus Metall zur Fortbewegung im Eis.
- Steigklemme: Gerät, das sich am Seil montiert in eine Richtung leicht verschieben lässt und in die andere Richtung blockiert.
- Stemmtechnik: Gegendrucktechnik zwischen Beinen (und Armen) und dem Rücken zum Bewältigen von Kaminen.
- Stichtplatte: Bestimmtes traditionelles Sicherungsgerät.
- Stichtprinzip: Knicksicherungsprinzip, nach dem die Sicherungsgeräte der Tube-Kategorie funktionieren. Benannt nach der Stichtplatte, bei der das Prinzip erstmals zur Anwendung kam.
- Stiftbohrhaken: Historischer Bohrhaken mit sehr kurzem Schaft und ungenügender Haltekraft.
- Südtiroler Stand:  Standplatzbau, bei dem die Bandschlinge oder Reepschnur direkt durch die Fixpunkte gefädelt wird und ein mit Ankerstich befestigter Karabiner als Zentralpunkt dient. Bei Ausbruch eines Sicherungspunktes findet kein zusätzlicher Impuls- oder Energieeintrag in die verbleibenden Sicherungspunkte statt.[3]
- Stopper: Bestimmte Klemmkeile mit Drahtkabel.
- Sturzfaktor: Zahl, welche die „Härte“ eines Sturzes ins Seil quantifiziert (Sturzhöhe dividiert durch die Länge des ausgegebenen Seils = Sturzfaktor).
- Sturztraining: Trainingsform bzw. Übungseinheit zum Erlernen und Einüben des richtigen Verhaltens von Kletterer und Sicherndem bei Stürzen sowie zur Bewältigung und zum Abbau von Sturzangst.
- Sturzzug: Kraft, die bei einem Sturz des Kletterers über das Seil auf den Sichernden (bei Körpersicherung) bzw. auf den Stand (bei Fixpunktsicherung) ausgeübt wird.
- Sum: Spezielles halbautomatisches Sicherungsgerät des Unternehmens Faders.

## T

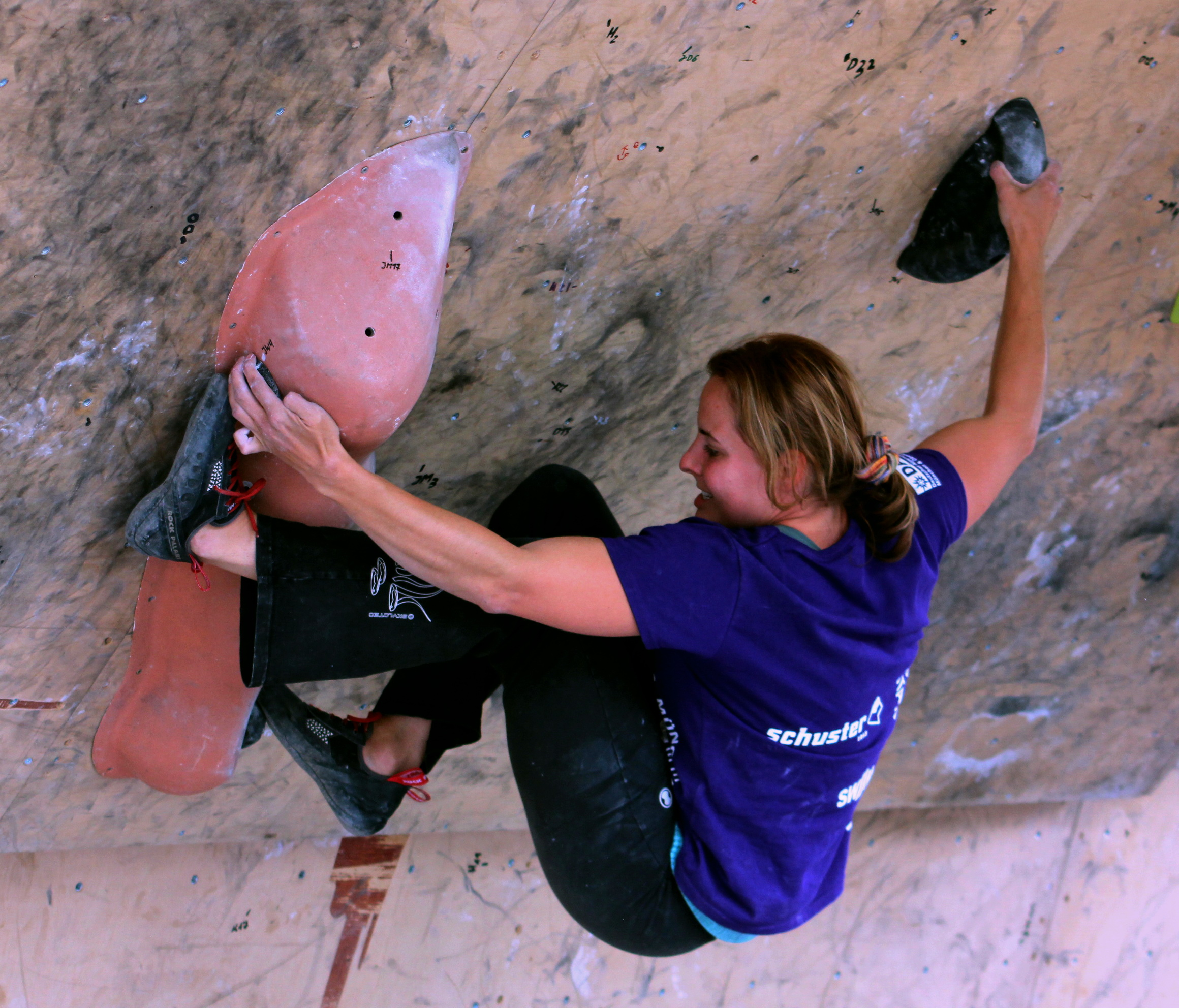
Toehook

- T-Anker: Fixpunkt im Schnee bei dem ein Eispickel, Ski oder ein ähnlicher Gegenstand im 90-Grad-Winkel zur Belastungsrichtung eingegraben wird.
- Tape: Klebeband zur Unterstützung der Bänder oder zum Schutz der Haut.
- Team Free, Team Freestyle: Bezeichnung für einen bestimmten Begehungsstil für Mehrseillängenrouten, bei dem der Vorsteiger jeweils frei klettert und der Nachsteiger mit Hilfe von Steigklemmen technisch kletternd nachsteigt.
- Technik: In der Praxis bewährte Verfahren zur Lösung von Bewegungsaufgaben im Klettern (Synonym: Klettertechnik).
- Technisch:
  1. Eine Freikletterroute, die hohe Anforderungen an die Klettertechnik stellt.
  2. Technisches Klettern.
- Technisches Klettern: Form des Kletterns, bei der technische Hilfsmittel wie Haken nicht nur zur Sicherung, sondern auch zur Fortbewegung verwendet werden (Synonyme: Künstliches Klettern, artif Klettern)
- Technoroute: Eine Route die in weiten Teilen technische Fortbewegungsmittel erfordert wie Cliffs, Rurps, Keile und Copperheads.
- Thon-Liste: Liste der 100 schwersten Routen des nördlichen Frankenjuras; erstmals 1989 von Werner Thon erstellt
- Tibloc: Spezielle Steigklemme des Herstellers Petzl.
- Tick Mark: Bezeichnung für mit Magnesia auf den Fels gezeichnete Striche oder Punkte, die auf für den Kletterer nicht sichtbare Griffe und Tritte hinweisen.
- Toehook: Bestimmte Art von Foothook, englisch für Zehenhaken. Einsetzen der Zehenoberseite auf Zug, um sich daran hochzuziehen oder eine stabile Körperposition zu erreichen.
- Top: Das offizielle Ende einer Route, das normalerweise mit dem Einhängen der Umlenkung erreicht ist.
- Toppen: Umgangssprachlich eine Route in anerkanntem Begehungsstil durchsteigen.
- Topgriff: Der letzte Griff einer Route beziehungsweise eines Boulders.
- Topo: Skizze einer Kletterroute oder eines Klettergartens.
- Topout: Boulderausstieg auf einen Felsblock hinauf.
- Top Rock Challenge: Ein 1998 durchgeführter Testworldcup im Bouldern.
- Toprope: Klettern mit Seilsicherung von oben.
- Toprope-Seile In Kletterhallen fest installierte Seile zum Klettern mit Seilsicherung von oben.
- Topsight: Toprope gesicherte On-Sight-Begehung einer Kletterroute. Kein anerkannter Begehungsstil.
- Totpunktklettern: Dynamisches Weitergreifen im toten Punkt, bei dem nach einer Ausholbewegung für einen kurzen Moment die Schwerkraft nicht spürbar ist.
- Tour: Kletterweg, der mit einem Kletterseil bewältigt wird. (Synonym: Route).
- Trad Climb: Absicherung einer Route mit mobilen Sicherungsmitteln, also ohne Bohrhaken. Traditionell angelsächsischer Stil.
- Traverse (häufig Trav. abgekürzt): Bezeichnung für einen Quergang, z. B. beim Bouldern. Dient u. a. bei der Fontainebleau-Skala als Ergänzung der Schwierigkeitsangabe.
- Tretbein: Bezeichnung für das nicht durch das Stehen auf einem Tritt belastete Bein, das weitertreten kann (Synonym: Spielbein).
- Tretfuß: Bezeichnung für den durch das Stehen auf einem Tritt belasteten Fuß (Synonym: Standfuß).
- Triact-Lock: Spezieller Safebinerverschluss des Unternehmens Petzl.
- Tricam Spezieller Klemmkeil.
- Triodess-Seil: Kletterseil, bei dem die letzten 5–7 Meter ein anderes Muster oder eine andere Farbe aufweisen.
- Tritt: Tretpunkte für den Fuß.
- Tropflöcher: Nach oben offene Erosionslöcher im Kalkfels (französisch: Gouttes d eaux) die oft als Tritte oder Griffe genutzt werden können.
- Turntillburn: Mit einem Kugellager versehene drehbare horizontal aufgehängte Stange für das Fingerkrafttraining von Sportkletterern.
- Twistlock: Spezielle Verschlusssicherung für Karabinerhaken, bei der sich der Schnapper erst nach einer bestimmten Verdrehung der Verschlusshülse öffnen lässt.

## U
- Ufo: Textiles Klemmgerät, welches für Absicherung von Rissen im Elbsandsteingebirge entwickelt wurde.
- Überhang: Fels bzw. Teil einer künstlichen Kletterwand, der steiler als senkrecht ist.
- Überschlag klettern: (auch: Überschlagsklettern): Begehungsmethode bei Mehrseillängenrouten, die Seilpartner einer 2er-Seilschaft steigen jeweils abwechselnd vor.
- Überstreckung: Eine Kletterstellung wird als überstreckt bezeichnet, wenn der Kletterer wegen zu weit von den Tritten entfernt gewählter Griffe ausgestreckt an einem oder beiden Armen hängt und deshalb sein Körpergewicht nur unzureichend mit den Füßen abstützen kann.
- UIAA: Abkürzung für Union Internationale des Associations d’Alpinisme. Der internationale Dachverband der nationalen Bergsteigerverbände.
- Umbauen: Das Seil so in den Standplatz oder Umlenker einhängen, dass der Kletterer von dort aus abseilen oder abgelassen werden kann, ohne eigenes Material zurückzulassen.
- Umlenker: Besonders sicherer Fixpunkt (oft auch  zwei mit einer Kette verbundene Bohrhaken) am Ende einer Klettergartenroute, über den der Kletterer wieder abgelassen wird.
- Umlenkkarabiner: Im Umlenker fest installierter Karabiner.
- Untergriff: ungefähr horizontaler Griff, der nur mit Zugrichtung nach oben gehalten werden kann.
- Urban climbing: Klettern an Gebäuden, wird auch als Buildering bezeichnet.

## V
- Verhauer: Verlassen der eigentlichen Kletterroute in unübersichtlichem, alpinen Gelände oder bei sich kreuzenden oder eng beieinander liegenden Routen.
- Verlängerung: Weiterführung einer bestehenden Kletterroute zu einem höherliegenden, zweiten Umlenker (Synonym: Extension).
- Verlängerungsexe: Versteifte Exe mit offenem Karabiner, auch Panik-Exe oder Damenretter genannt. Sie hilft kleineren Personen, hoch platzierte Sicherungspunkte von einem guten Stand aus einhängen zu können.
- Verschlusskarabiner: Karabiner mit einer Sicherung gegen das ungewollte Öffnen des Schnappers.
- Verschlusssicherung: Sicherung gegen das ungewollte Öffnen des Schnappers von Karabinern
- Verschneidung: Zwei Felswände, Platten oder Gesteinspakete, die – wie ein offenes Buch – in einer innenliegenden Kante aufeinandertreffen. Verschneidungsklettern ist eine spezielle Klettertechnik (Spreiz–Stütz-Druckverlagerung). Kann sich zur Rissverschneidung öffnen, wenn sich eine Kluft zwischen den Gesteinsschichten bildet – dann sind zusätzlich Risstechniken und Klemmsicherung möglich.
- Vier-Augen-Prinzip: Prinzip der wechselseitigen Kontrolle der Kletterpartner bei Sicherheitsangelegenheiten, auch: Partnercheck.
- Volumen: Großer Klettergriff, der vor allem an Kunstwänden verwendet wird. Teilweise sind auf das Volumen weitere Griffe aufgeschraubt.[4]
- Vorhängen: Umstrittene Praxis beim Rotpunktklettern, bei der das Seil vom Boden aus in die erste(n) Zwischensicherung(en) eingehängt wird; dient der Ausschaltung der in schwierigen unteren Routenbereichen immanenten Bodensturzgefähr.
- Vorklettern:
  1. Klettern zu Demonstrationszwecken. Bei Wettkämpfen auf regionaler Ebene wird die Wettkampfroute manchmal vorgeklettert.
  2. Unkorrektes Synonym für Vorstieg.
- Vorstieg/Vorsteigen: Das Klettern mit Seilsicherung von unten. Voraussetzung für eine anerkannte Begehung einer Kletterroute.

## W
- Waben: Bestimmte, als Griff und Tritt genutzte Verwitterungsform in Sandstein mit vielen, von feinen Zwischenstegen getrennten, eng beieinanderliegenden Löchern, die optisch an Bienenwaben erinnern.
- Wandbuch: In einer Felswand hinterlegtes Buch zum Eintragen der Begehung einer Route analog zum Gipfelbuch.
- Wandklettern: Klettern an vollständig oder nahezu senkrecht geneigten Fels- oder Kunstwänden.
- Wassereis: nicht durch verdichteten Schnee, sondern aus Schmelz- oder Niederschlagswasser entstandenes Eis.
- Wasserloch: Typisches, oft griffiges, durch Wassererosion geschaffenes Loch im Kalkgestein.
- Wasserrille: Meist gut griffige vertikale Erosionserscheinung im Kalkgestein.
- Wettkampfklettern: Klettern in Form des organisierten direkten Leistungsvergleichs nach einem festen Regelwerk.
- Wechte: Überhängende, vom Wind angetragene Schneemasse auf der windabgewandten Seite eines Grates.
- Wire-Gate-Karabiner: Karabiner mit Drahtschnapper.
- Work-Out (auch: After-Work): Form des Kletterwettkampfes, bei der der Kletterer eine gewisse Zeit bekommt, um die Wettkampfroute einzuüben.

## Y
- Yo-yo-ing: Vor allem in den USA gebräuchlicher Name für Rotkreis.

## Z
- Zackenschlinge: Fixpunkt bei dem eine Schlinge über, um einen Felszacken gelegt wird (Synonym: Köpflschlinge)
- Zange: Kurzform für Zangengriff.
- Zangengriff: Griff, der mit Daumen und Fingern eingeklemmt werden muss.
- Zementierte Haken: Mit Hilfe von schnellbindendem Spezialzement verankerte Bohrhaken.
- Zentralschlaufe: Synonym für Anseilschlaufe. Bestandteil des Klettergurtes, der Hüft- und Beinschlaufen verbindet. Schlaufe, an der angeseilt, ein Sicherungsgerät befestigt oder eine Selbstsicherungsschlinge angebracht wird.
- Zieh an! Seilkommando für: „Spann’ das Seil, ich möchte reinsitzen/reinfallen!“ (Synonyme: „Zu!“, „Dicht!“, „Bloc!“, „Block!“)
- Zonengriff: Definierter Griff, dessen Erreichen bei Boulderwettkämpfen Punkte gibt.
- Zonenregelung (Klettern): Regelung zur Einschränkung des Kletterns in einzelnen Klettergebieten aus ökologischen Gründen.
- Zu! Seilkommando für: „Spann’ das Seil, ich möchte reinsitzen/reinfallen!“ (Synonyme: „Dicht!“, „Bloc!“, „Block!“, „Zieh an!“)
- Zug: Bewegungssequenz, die notwendig ist, um beim Klettern den nächsten Griff zu erreichen.
- Zulaufen: Umgangssprachlich für das Übersäuern der Finger- und Unterarmmuskulatur.
- Zuschrauben: Einen Griff mit maximaler Kraft halten.
- Zustieg: Der Weg bis zum Beginn der Kletterroute.
- Zwergentod: Kletterstelle, die für kleinere Kletterer schwieriger oder unmöglich zu klettern ist.
- Zwillingsseil: Kletterseil, das immer im Doppelstrang und hauptsächlich in Mehrseillängenrouten verwendet wird.
- Zwischensicherung: Alle Sicherungspunkte innerhalb einer Seillänge zwischen zwei Standplätzen.

### Deutsch
- Glossar von kleimbing.de
- Glossar von klettern.de
- Kletterexikon von freiab40.de

### Englisch
- Glossar von ukclimbing